# Historia de Detroit
Detroit, la ciudad más grande del estado de Míchigan (Estados Unidos) fue colonizada en 1701 por colonos franceses. Fue fundada como un puesto comercial de pieles de Nueva Francia y comenzó a expandirse durante el siglo XIX con el asentamiento británico y estadounidense alrededor de los Grandes Lagos. Hacia 1920, gracias a la floreciente industria automotriz se convirtió en una potencia industrial de clase mundial y en la cuarta ciudad más grande de los Estados Unidos. Mantuvo esa posición hasta mediados del siglo XX.
Los primeros europeos en establecerse en Detroit fueron los comerciantes y colonos franceses de la colonia de Nueva Orleans (Luisiana). A ellos se unieron comerciantes de Montreal y Quebec; todos tuvieron que enfrentarse con las poderosas Cinco Naciones de la Liga de los Iroqueses, quienes tomaron el control de las costas del sur de los lagos Erie y Hurón a través de las Guerras de los Castores del siglo XVII, durante las cuales conquistaron o expulsaron a las tribus menores.

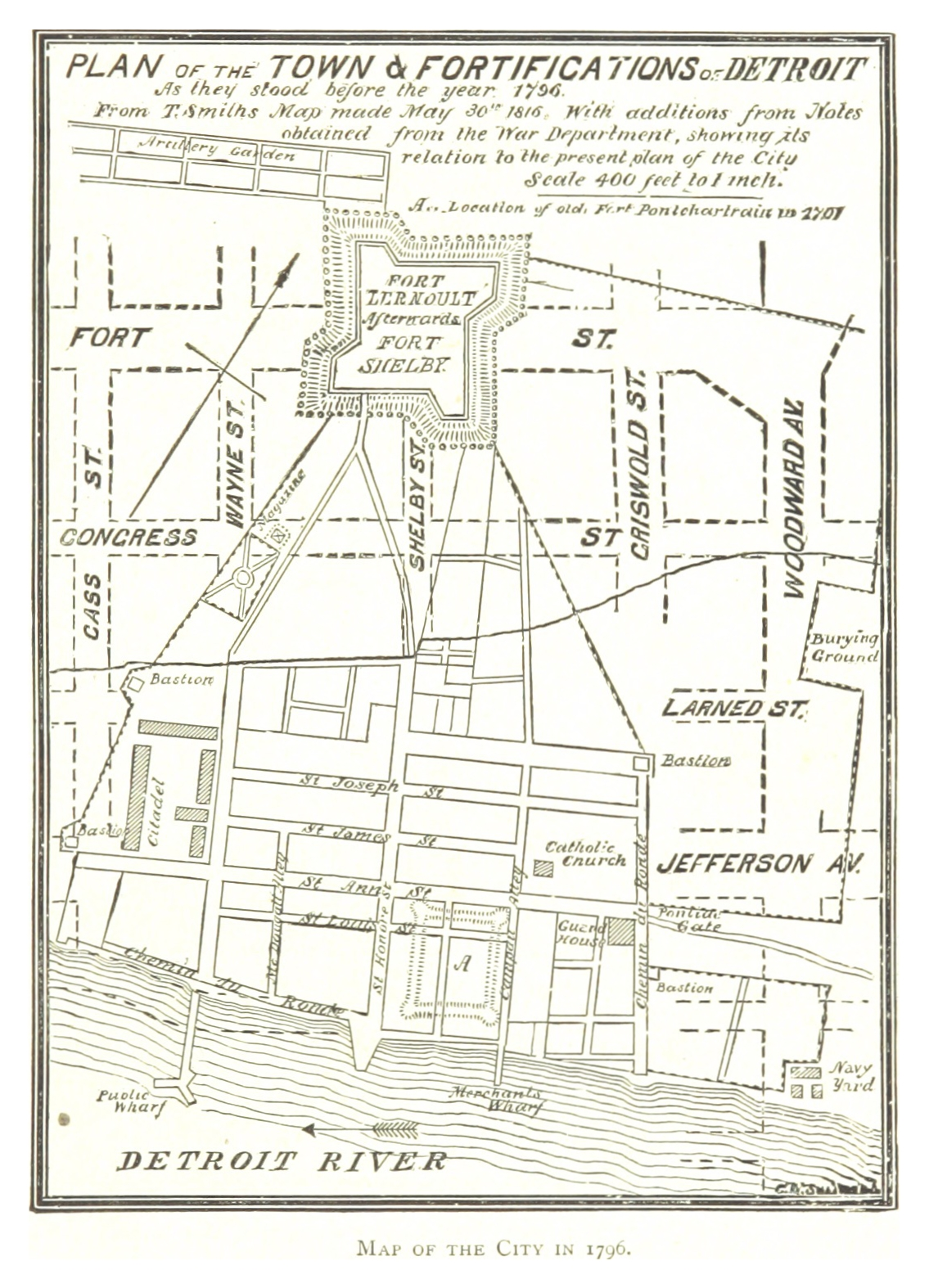
A finales del siglo XVIII, Detroit comprendía unas pocas calles. El Fort Shelby está superpuesto a la cuadrícula de calles actual.

La región creció inicialmente con base en el lucrativo comercio de pieles del interior y de los Grandes Lagos. La administración de la Corona de Nueva Francia ofreció tierras gratis a los colonos para atraer familias a la región de Detroit. La población creció de manera constante, pero más lentamente que en las colonias privadas inglesas financiadas por empresas de riesgo basadas en la costa atlántica. Los franceses tenían una base de población más pequeña y atraían a menos familias. Durante la guerra franco-india (1756-1763), los franceses reforzaron y mejoraron Fort Detroit (1701) a lo largo del río Detroit entre 1758 y 1760. Este fue objeto de repetidos ataques de las fuerzas regulares británicas y coloniales, fortalecidas por aliados indios.
Fort Detroit fue entregado a los británicos el 29 de noviembre de 1760, después de la caída de Quebec. El control del área, y todo el territorio francés al este del río Misisipi, se transfirió formalmente al Reino Unido por el Tratado de París (1763) después de que Reino Unido derrotó a Francia en la guerra de los Siete Años. El censo británico contó 2.000 personas en Detroit en 1760, pero la población se había reducido a 1.400 en 1773. La ciudad estaba en territorio que los británicos reservaron para los indios bajo la Proclamación Real de 1763. Fue transferida a Quebec bajo la Ley de Quebec de 1774. Hacia 1778 en un censo realizado durante la Revolución de las Trece Colonias, la población era de 2.144. Era la tercera ciudad más grande de la provincia de Quebec, después de Montreal y Quebec.
Después de 1773, un goteo constante pero creciente de colonos angloeuropeos llevó a las familias a través del bajo estado de Nueva York hacia el Territorio del Ohio, extendiéndose gradualmente por el actual Ohio a lo largo de la costa sur del lago Erie y alrededor del fondo del lago Hurón. Después de que la Expedición Sullivan de 1778 rompió el poder de los iroqueses, el corredor de Nueva York se unió a las brechas de Allegheny, Cumberland Narrows y Desfiladero de Cumberland a medida que pasaban las montañas, lo que permitió a los colonos llegar al Medio Oeste, incluso cuando la Revolución se desvaneció.
Después de la paz, una inundación de colonos continuó hacia el oeste, y Detroit cosechó su parte de población, se estableció como una puerta de entrada hacia el Oeste y los Grandes Lagos, y por un tiempo eclipsó a todas las demás ciudades al oeste de las montañas Rocosas, con excepción de Nueva Orleans.
Durante el siglo XIX, Detroit se convirtió en un próspero centro de comercio e industria. Tras el incendio de 1805, Augustus B. Woodward ideó un plan de calles similar al diseño de Pierre Charles L'Enfant para Washington D. C.. Las avenidas monumentales y los círculos de tránsito se desplegaron en forma radial desde el Campus Martius Park en el corazón de la ciudad. Esto tenía la intención de aliviar los patrones de tráfico y se plantaron árboles a lo largo de los bulevares y parques.
La ciudad se expandió a lo largo de la avenida Jefferson, con múltiples empresas manufactureras que aprovecharon los recursos de transporte que ofrece el río y una línea de ferrocarril paralela. A fines del siglo XIX, se construyeron varias mansiones de la Gilded Age al este del centro. Algunos se refirieron a Detroit como la París del Oeste por su arquitectura y por su Washington Boulevard, recientemente electrificado por Thomas Edison. A lo largo del siglo XX, se construyeron varios rascacielos en el centro de Detroit.
Tras la Segunda Guerra Mundial, la industria automoriz entró en euge y se produjo una expansión suburbana. El área metropolitana de Detroit se desarrolló como una de las más grandes del país. En los años 1960 y 1970, la reestructuración industrial y los problemas en la industria automotriz condujeron a una dramática disminución en el empleo y la población. La ciudad se declaró en bancarrota en 2013. Muchas áreas de la ciudad figuran en el Registro Nacional de Lugares Históricos e incluyen Monumentos Históricos Nacionales. Muchos de ellos se encuentran en grave estado de deterioro y varios han dejado de existir por el descuido o por cuenta de incendios provocados. La mayoría de la población vive en los suburbios, y la ciudad ha tenido que ajustar su papel dentro de la región.

## Historia de los pueblos nativos
Los hogares y las características geológicas del sitio de la playa de Holcombe cerca del lago Sainte-Claire muestran que las personas paleoindias se establecieron en el área de Detroit hace ya 11,000 años. Los constructores de montículos vivían en el área y se observaron montículos en varios lugares en el actual Detroit, incluso en Fort Wayne y Springwells.
En el siglo XVII, la región estaba habitada por los pueblos hurón, odawa, potawatomi y las naciones occidentales de la liga iroquesa. Los primeros europeos no penetraron en la región y llegaron al estrecho de Detroit hasta que los misioneros y comerciantes franceses se abrieron camino alrededor de los iroqueses, con quienes estaban en guerra en la década de 1630. A fines del siglo XVII, las redadas dirigidas por las Cinco Naciones de los iroqueses en toda la región expulsaron a los pueblos nativos en competencia para controlar el comercio de pieles. Los franceses descubrieron que sus aldeas permanentes estaban abandonadas cuando decidieron construir un fuerte en la orilla norte del río Detroit.

## Poblamiento francés temprano

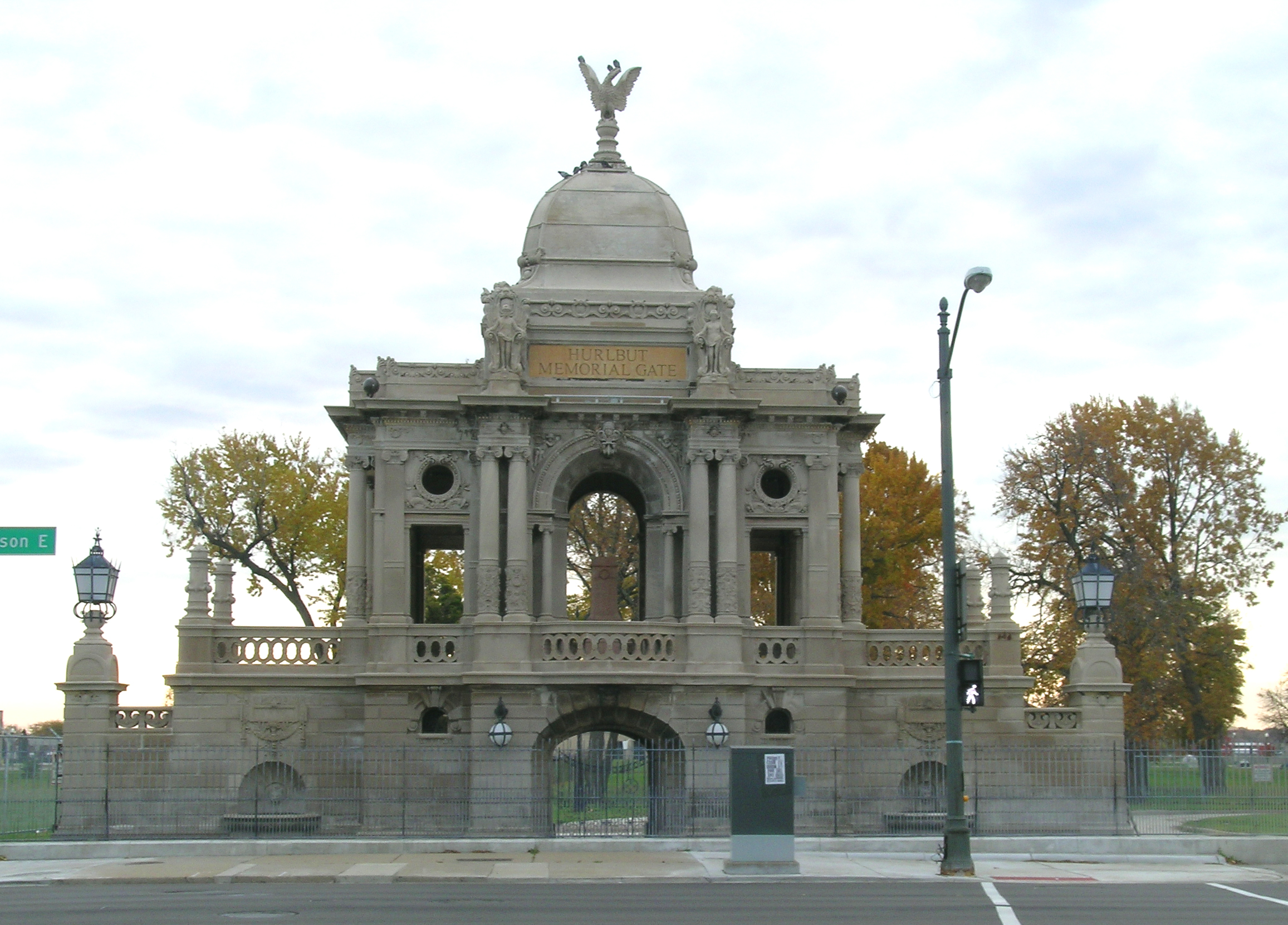
La Puerta conmemorativa Hurlbut (1894) en Waterworks Park.

La primera mención registrada del sitio fue en la década de 1670, cuando los misioneros franceses encontraron un ídolo de piedra venerado por los indios allí y lo destruyeron con un hacha. Los primeros colonos plantaron doce perales misioneros "llamados así por los doce apóstoles" en los terrenos de lo que ahora es el parque Waterworks.

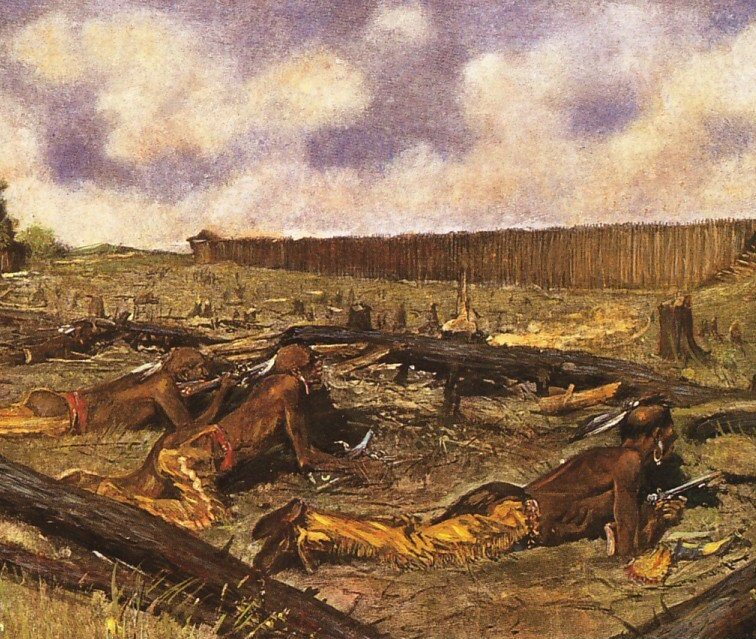
Los indios perdieron en el asedio de Fort Detroit durante la Rebelión de Pontiac en 1763.

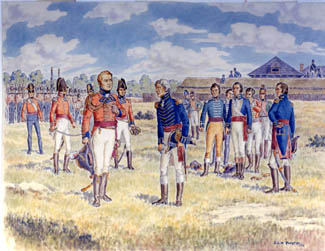
La rendición estadounidense, tras el asedio británico de Detroit durante la Guerra de 1812.

El nombre de la ciudad proviene del río Detroit (francés: le détroit du Lac Érie), que significa el estrecho del lago Erie, que une los lagos Hurón y Erie; en el contexto histórico, el estrecho incluía el lago Sainte-Claire y el río St. Clair. El sieur de Cadillac en 1698 propuso a su gobierno en París que Detroit se estableciera como refugio para los aliados indios desplazados.
París aprobó el aproyecto y en 1701 Cadillac dirigió un grupo de 100 franceses para establecer un puesto llamado Fort Pontchartrain du Détroit, nombrándolo como su patrocinador, el conde de Pontchartrain, ministro de Marina bajo Luis XIV. En 1704 se le otorgó la propiedad pese a la extenuante oposición de los funcionarios en Nueva Francia. Una investigación de De Pontchartrain mostró que Cadillac era un especulador tiránico, por lo que fue removido y enviado a Nueva Orleans, donde fue nombrado gobernador de Luisiana.
La Iglesia de Santa Ana, fundada en 1701, es la segunda parroquia católica más antigua en funcionamiento continuo en los Estados Unidos. Fue el primer edificio erigido en Detroit.
La principal actividad económica era intercambiar pieles con los indios por productos suministrados desde Montreal. Fue el mayor asentamiento francés entre Montreal y Nueva Orleans. Las aldeas indias de tribus rivales crecieron cerca de la fortaleza que condujo a las Guerras Fox a principios de 1700.
Francois Marie Picoté, sieur de Belestre, el último comandante francés en Fort Detroit (1758-1760), se rindió el 29 de noviembre de 1760 a los británicos. El control del área les fue transferido formalmente por el Tratado de París (1763). Nueva Francia pasó a llamarse Quebec y el asentamiento se convirtió en Detroit. Las donaciones de tierras gratuitas atrajeron a familias a Detroit, cuya población se elevó a 800 personas en 1765.
Varias tribus de la región colaboraron en la Rebelión de Pontiac en 1763. Aunque invadieron muchos fuertes más pequeños, no pudieron someter a Detroit. En 1779 un total de 381 tropas británicas inauguraron el Fort Shelby algunos metros más al norte de donde se encontraba el Fort Detroit.

## Control estadounidense
Detroit fue el objetivo de varias campañas estadounidenses durante la Revolución de las Trece Colonias, pero las dificultades logísticas en la frontera norteamericana y los aliados indios de Gran Bretaña evitarían que cualquier fuerza rebelde armada llegue al área de Detroit. En el Tratado de París (1783), Gran Bretaña cedió el territorio que incluía Detroit a los Estados Unidos recientemente reconocidos, aunque en realidad el territorio permaneció bajo control británico. Gran Bretaña continuó comerciando y defendiendo e área, y suministró a las naciones locales armas para hostigar a los colonos y soldados estadounidenses.
En 1794, una alianza de pueblos nativos, que había recibido cierto apoyo y aliento de los británicos, fue decisivamente derrotada por el general Anthony Wayne en la batalla de los Árboles Caídos de cerca de Toledo, Ohio. Wayne negoció el Tratado de Greenville (1795) con muchas de estas naciones, en las cuales las tribus cedieron el área de Fort Detroit a los Estados Unidos. Los británicos abandonaron el Fort Shelby en 1796 tras el Tratado de Jay.

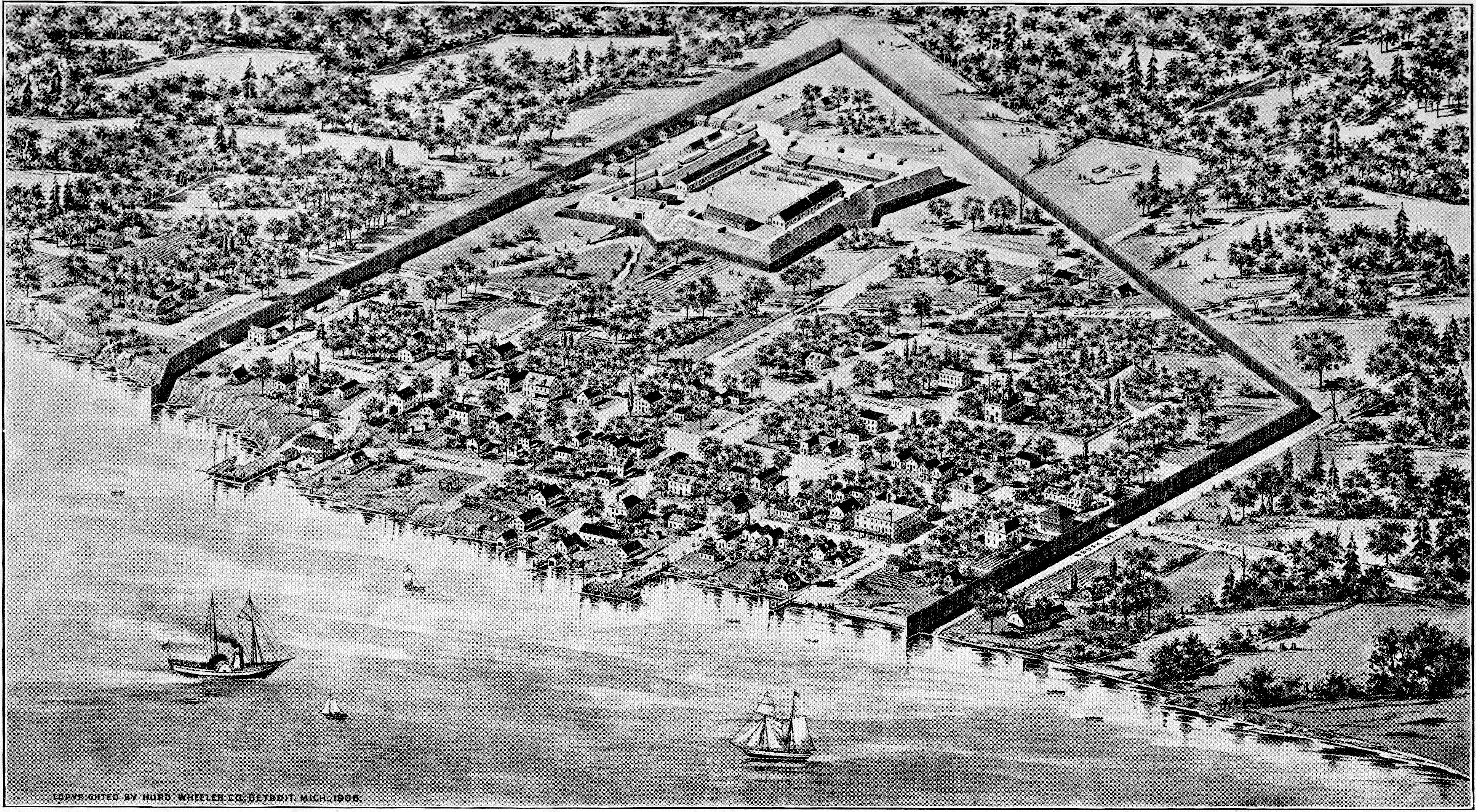
El Fort Shelby y Detroit en 1818.

El padre Gabriel Richard llegó a Santa Ana en 1796. Ayudó a construir la escuela que se convirtió en la Universidad de Míchigan, creó escuelas primarias, como representante territorial en el Congreso de los Estados Unidos ayudó a establecer un proyecto de construcción de carreteras que conectaba Detroit y Chicago, y trajo la primera imprenta a Míchigan que imprimió el primer periódico del estado. En 1805, un incendio destruyó la mayor parte del asentamiento. Un depósito fluvial y las chimeneas de ladrillo de las casas de madera fueron las únicas estructuras que sobrevivieron. El lema y el sello de Detroit (como en la bandera) reflejan este fuego.

### Primera incorporación
Detroit fue incorporada como ciudad por la legislatura del Territorio del Noroeste en Chillicothe, Ohio, el 18 de enero de 1802, efectivo el 1 de febrero de 1802. El gobierno fue administrado por una junta de fideicomisarios de cinco personas y no había oficina de alcalde. Después de esto, Ohio se convirtió en un estado y la mitad oriental de Míchigan se unió al Territorio de Indiana.

### El Plan Woodward
Antes de que comenzara oficialmente el nuevo gobierno territorial, un incendio destruyó casi todo Detroit el 11 de junio de 1805. El Territorio de Míchigan se estableció a partir del 30 de junio de 1805 como un territorio separado con Detroit como capital. El gobernador recién nombrado, William Hull, y los jueces territoriales (Augustus B. Woodward, Frederick Bates, James Witherell y John Griffin), constituyeron el gobierno territorial. Convencieron al Congreso de los Estados Unidos de aprobar una ley el 21 de abril de 1806, que les autorizaba a delinear una ciudad que incluía todo el casco antiguo de Detroit más 40 km² adicionales para ser utilizados como compensación para las personas que perdieron su casa en el fuego.

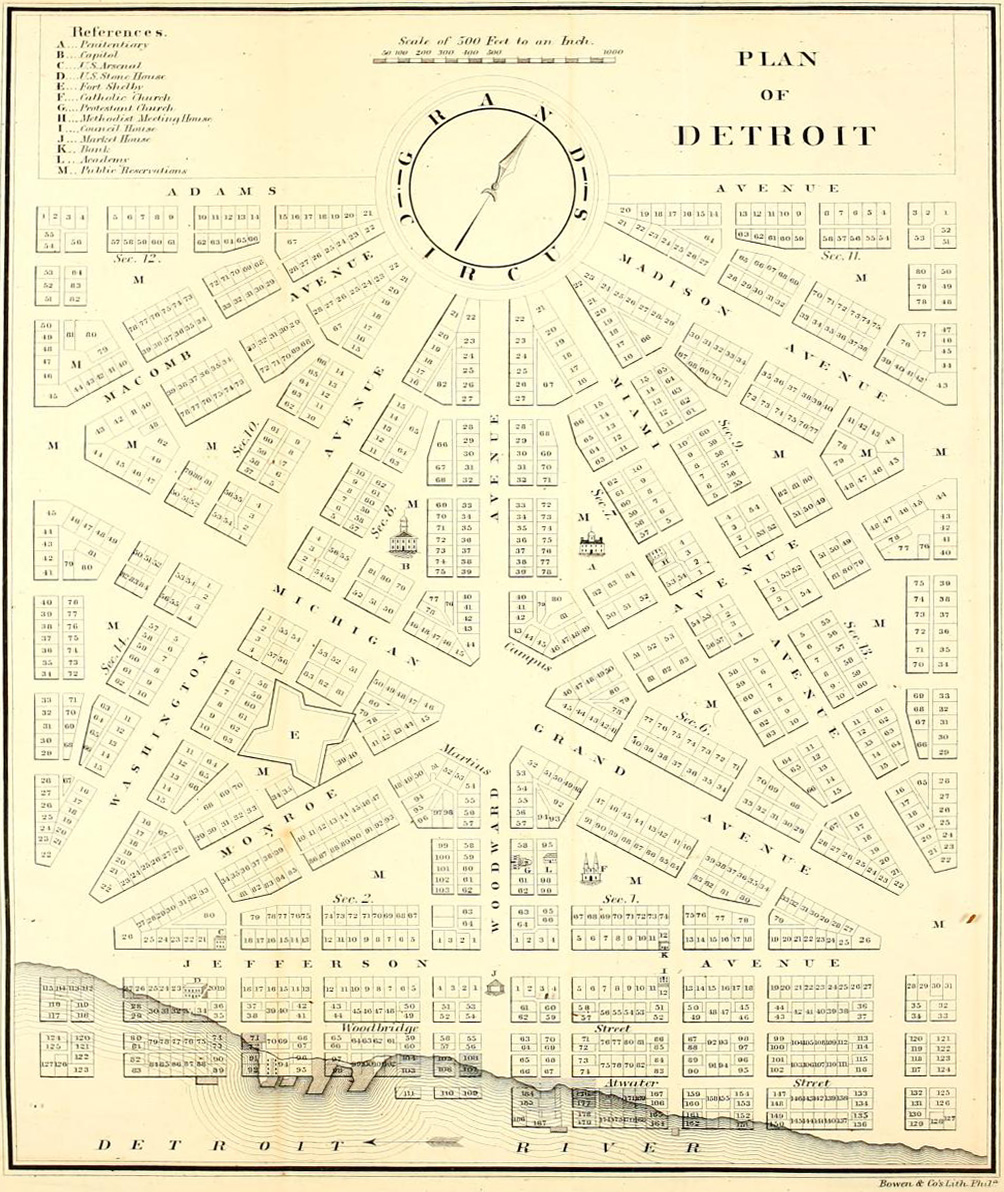
El plan de Augustus Woodward para la ciudad tras el incendio de 1805

Después del incendio de 1805, el juez Augustus B. Woodward ideó un plan similar al diseño de Pierre Charles L'Enfant para Washington D. C.. Las avenidas y rotondas monumentales de Detroit se despliegan en un estilo radial de estilo barroco desde el Grand Circus Park en el corazón del distrito de los teatros, que facilita los patrones de tráfico a lo largo de los parques y bulevares arbolados de la ciudad. Las vías principales se extienden hacia el exterior desde el centro dcomo radios en una rueda.

### Incorporación de ciudad
El 13 de septiembre de 1806, el gobierno territorial aprobó una ley que incorpora la nueva ciudad de Detroit. El gobernador nombró alcalde a Solomon Sibley. Poco después, Sibley renunció y Elijah Brush fue designado en su lugar. El alcalde fue designado por el gobernador y, en virtud del acto de incorporación, pudo desaprobar la legislación aprobada por el consejo elegido popularmente sin ningún recurso para invalidar al alcalde. Debido a esto, muchos sintieron que el objetivo real del gobernador al incorporar la ciudad era destituir a los funcionarios de la ciudad elegidos popularmente y ejercer una influencia más directa sobre el gobierno de la ciudad. Esta forma de gobierno fue extremadamente impopular y fue derogada el 4 de febrero de 1809. Sin embargo, para evitar la resurrección del gobierno municipal elegido popularmente, el 16 de septiembre de 1810 se aprobó una ley que deroga todas las leyes relativas a Míchigan que habían sido aprobadas por la Legislatura del Territorio del Noroeste. Esto erradicó efectivamente cualquier rastro de legitimidad para el antiguo gobierno municipal elegido por el pueblo.

### Guerra de 1812
En la guerra de 1812, el gobernador Hull entregó Detroit a una fuerza británica aliada con indios nativos al mando de Tecumseh tras el sitio de Detroit. Los británicos habían engañado a los estadounidenses haciéndoles creer que había miles de tropas nativas. Tecumseh hizo marchar a sus tropas nativas a través de un claro y luego rodeó a las mismas tropas a través del claro nuevamente para que pareciera que había una fuerza nativa mucho más grande. Hull fue declarado culpable de cobardía y sentenciado a muerte por un consejo de guerra, pero recibió un indulto presidencial.
El ejército de los Estados Unidos recuperó Detroit en 1813 después de que los británicos la abandonaran y la usaran como base para invadir Canadá y poner fin de forma permanente a la amenaza de las incursiones indias en los asentamientos estadounidenses. Después de que los británicos abandonaron Detroit, fuerzas estadounidenses lis alcanzaron y mataron a Tecumseh. Lewis Cass, como gobernador territorial, el 24 de octubre de 1815 les dio el control de los asuntos de gobierno a las elites locales, con la elección de una junta directiva de cinco personas y la promulgación de una carta para la ciudad.

## Una ciudad emerge

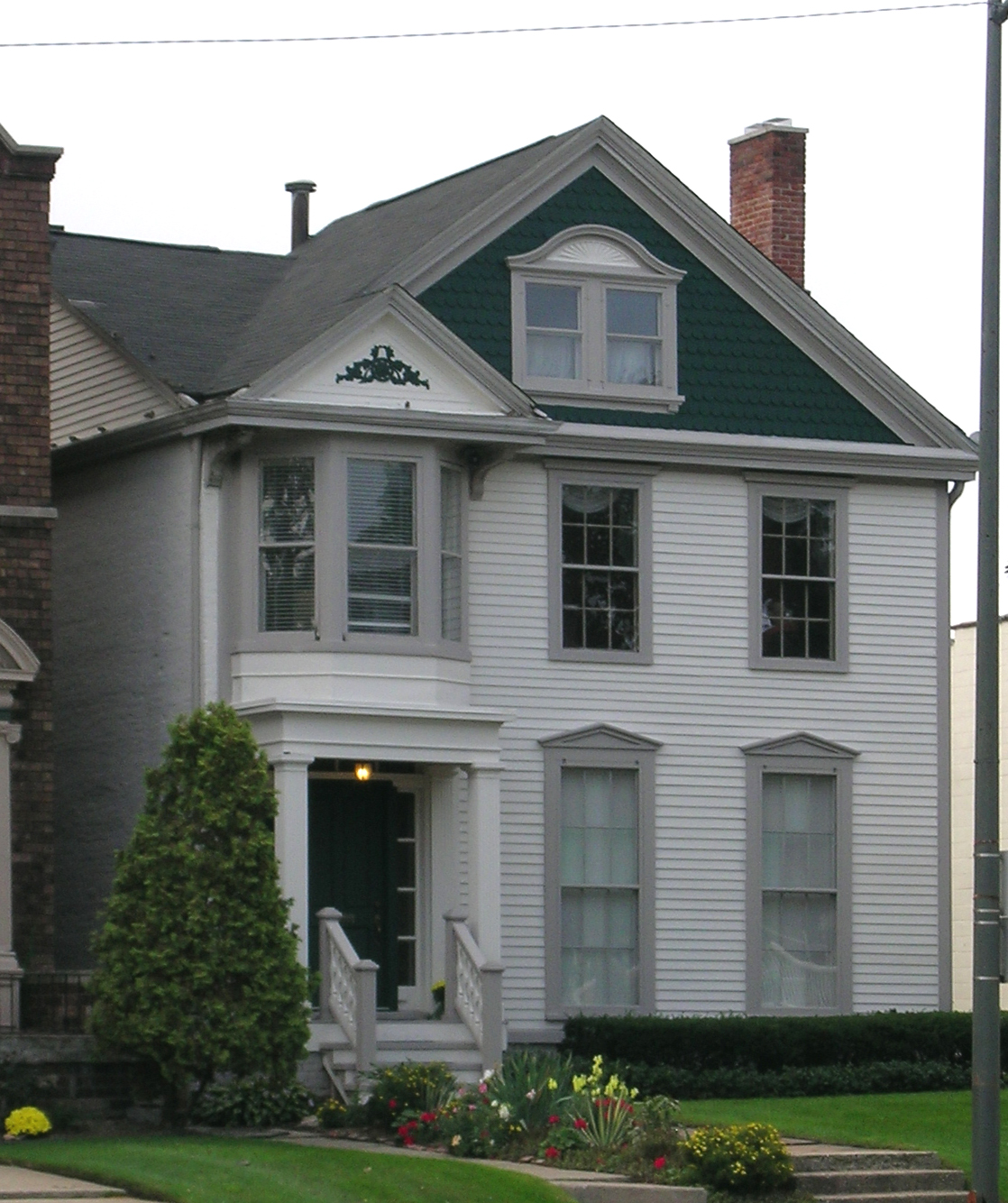
La Casa Charles Trowbridge (1826), la estructura más antigua conocida de la ciudad.

Después de la reconstrucción de Detroit a principios del siglo XIX, pronto surgió una comunidad próspera, y por la Guerra Civil, más de 45,000 personas vivían en la ciudad, principalmente distribuidas a lo largo de la avenida Jefferson al este y Fort Street al oeste. Como en muchas de las principales ciudades estadounidenses, la posterior remodelación de la ciudad central durante los próximos 150 años eliminó casi todas las estructuras anteriores a la guerra de Detroit.

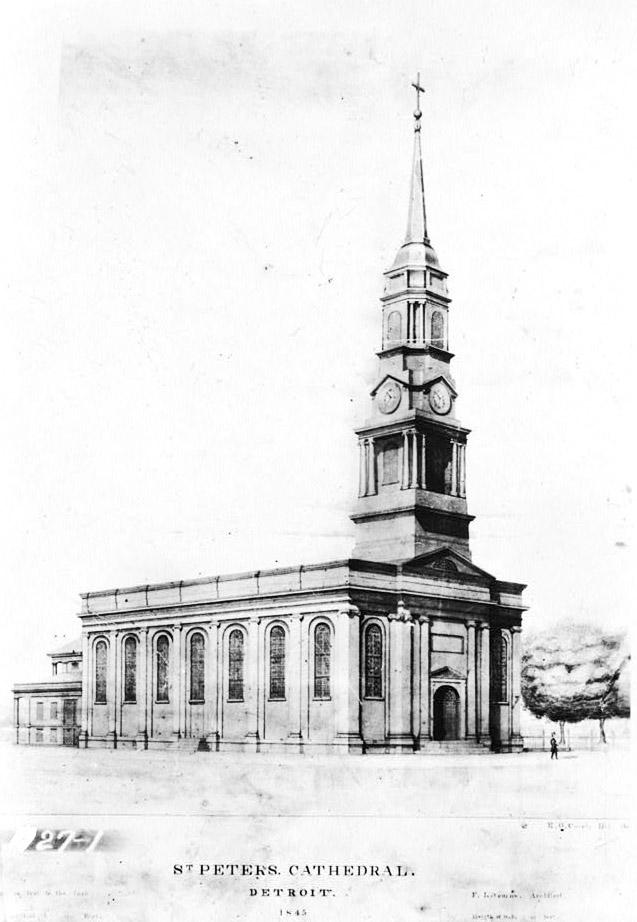
Iglesia de San Pedro y San Pablo (1848).

Las estructuras restantes más antiguas son las construidas como residencias privadas, incluido un grupo en el vecindario de Corktown y otro conjunto de casas a lo largo de la avenida Jefferson, en particular la Casa Charles C. Trowbridge (1826), (la estructura más antigua conocida en la ciudad), la Casa Joseph Campau (1835), la Casa Sibley (1848), la Casa Beaubien (1851) y la Casa Moross (1855). Otras estructuras existentes anteriores a 1860 incluyen Fort Wayne (1849); la Iglesia de San Pedro y San Pablo (1848) y la de Iglesia de los Marineros (1849); y los primeros edificios comerciales como los del Distrito Histórico de la Calle Randolph Street.

### Era de Guerra civil
Antes de la Guerra Civil, el acceso de la ciudad a la frontera entre Canadá y Estados Unidos lo convirtió en una parada clave para los esclavos fugitivos a lo largo del ferrocarril subterráneo. El Monumento a los soldados y marinos de Míchigan en el Campus Martius conmemora el papel del estado en la Guerra Civil. Miles de habitantes de Detroit formaron regimientos voluntarios, incluido el 24.º Regimiento de Infantería Voluntaria de Míchigan (parte de la legendaria Brigada de Hierro) que luchó con distinción y sufrió un 82% de bajas en la batalla de Gettysburg en 1863. Se cita a Abraham Lincoln diciendo ¡Gracias a Dios por Míchigan! Tras el asesinato de Lincoln, el general George Armstrong Custer pronunció un elogio a los miles de personas reunidas cerca del parque Campus Martius. Custer dirigió la Brigada de Míchigan durante la Guerra Civil y los llamó Wolverines.

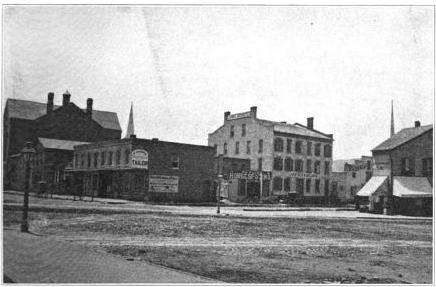
Esquina de las calles Griswold y Lafayette en 1873.

El disturbio racial de Detroit de 1863 ocurrió el 6 de marzo de 1863 y fue el primer incidente de este tipo en la ciudad, ya que católicos irlandeses y alemanes se resistieron a los proyectos de ley obligatorios. En ese momento, se informó como "el día más sangriento que jamás haya amanecido en Detroit". Las víctimas del día incluyeron al menos dos personas muertas y muchas otras heridas, en su mayoría afroamericanos, 35 edificios fueron quemados y otros resultaron dañados por el fuego.

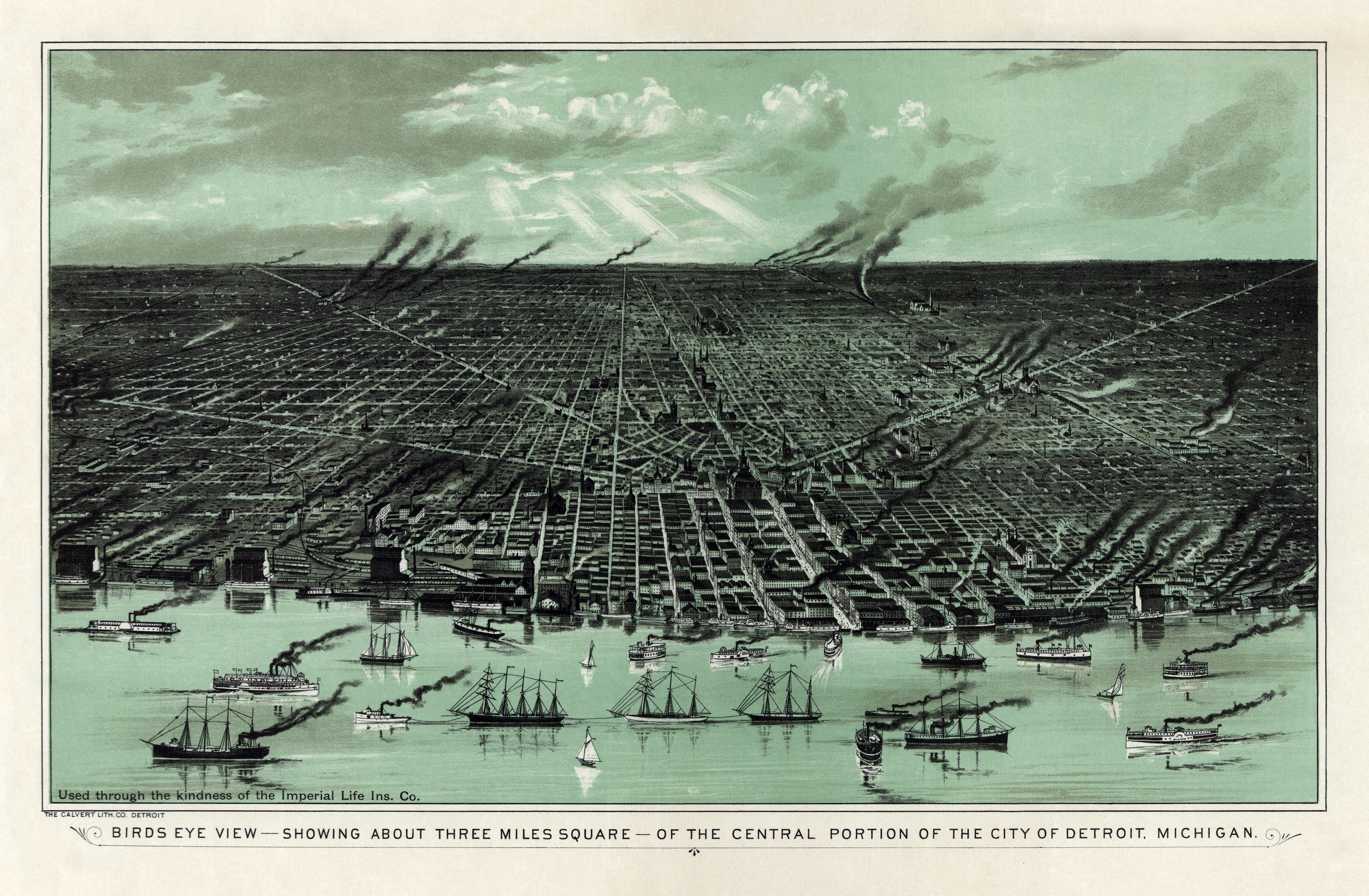
Detroit en la década de 1880.

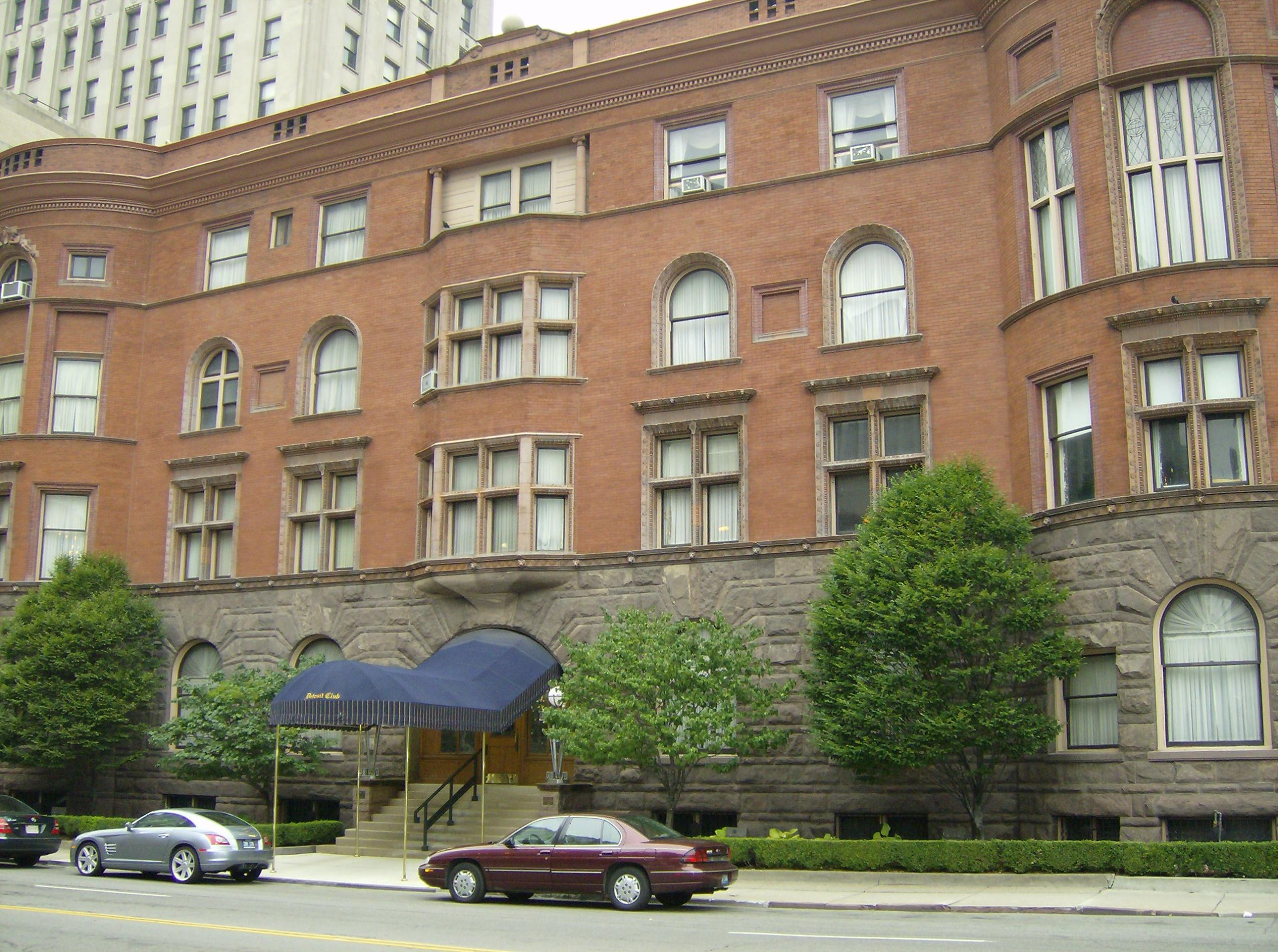
El Detroit Club fundado en 1882.

La ubicación central de Detroit en la Región de los Grandes Lagos ha contribuido a su estatus como un centro importante para el comercio. A medida que Detroit creció, emergió como un centro de transporte de Estados Unidos que unía el sistema de vías fluviales de los Grandes Lagos con el Canal Erie y las líneas ferroviarias. Empresas farmacéuticas como Parke-Davis en la década de 1870 y Frederick Stearns Company en la década de 1890 establecieron centros entre la avenida Jefferson East. Globe Tobacco construyó una planta de fabricación más cerca del centro en 1888. A fines del siglo XIX, la fabricación de estufas de hierro fundido se convirtió en la principal industria de Detroit; en la década de 1890, la ciudad se hizo conocida como la "Capital mundial de las estufas".
El auge de la manufactura dio lugar a una nueva clase de ricos industriales, empresarios y profesionales. Algunos de estos nuevos ricos construidos a lo largo de East Jefferson, dando como resultado estructuras como la Casa Thomas A. Parker (1868), la Casa Croul-Palms (1881), la Casa William H. Wells (1889), la Casa John N. Bagley (1889) y la Casa Frederick K. Stearns (1902).

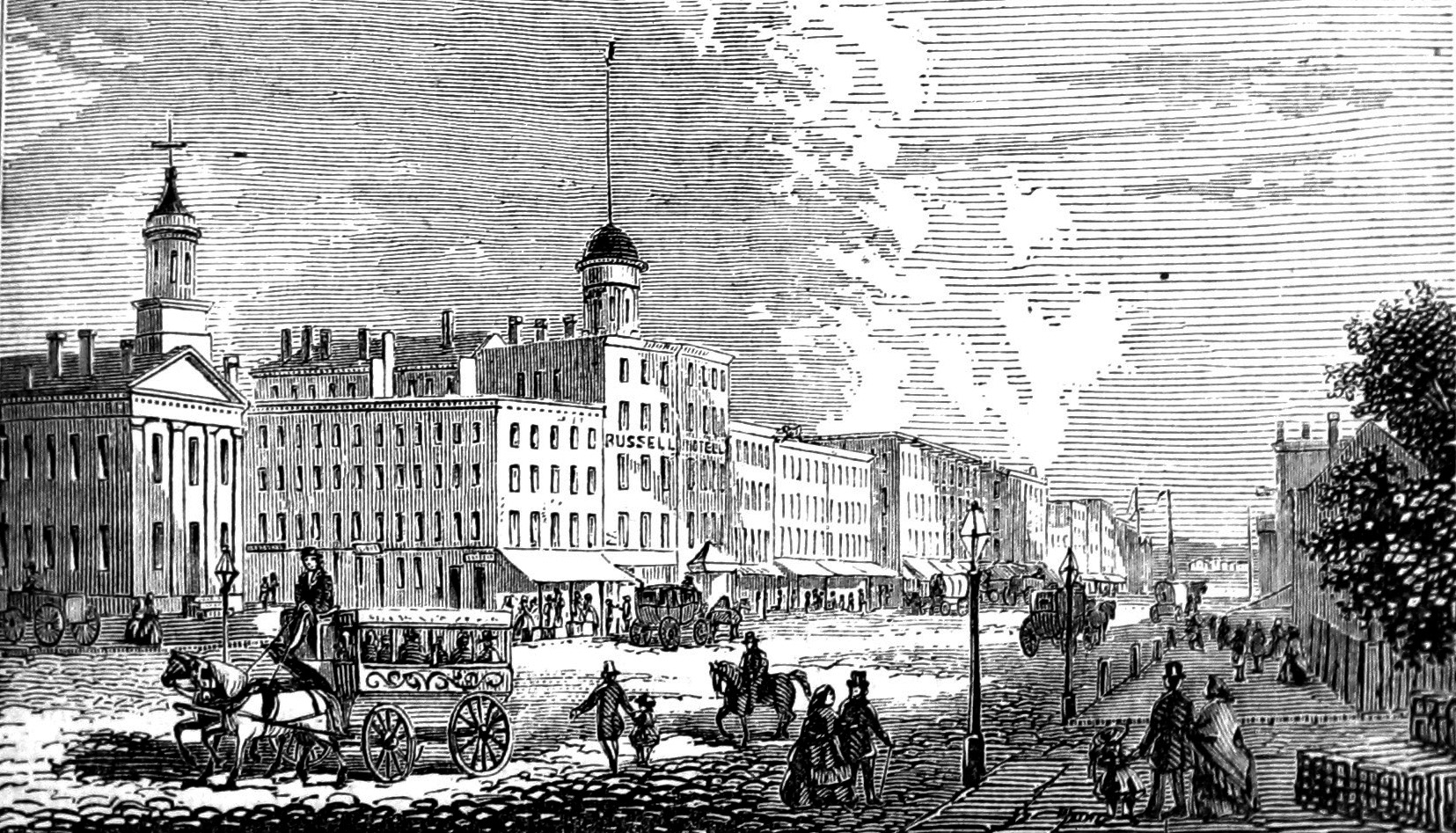
Distrito Histórico de Lower Woodward Avenue, 1865.

Detroit comenzó a expandirse cada vez más, y otros ciudadanos se desplazaron hacia el norte del Downtown, construyendo casas a lo largo de la avenida Woodward en lo que en ese momento era una tranquila zona residencial. La ciudad tiene muchas estructuras victorianas históricas restauradas, en particular las de los distritos históricos Brush Park y de East Ferry Avenue. La Casa Elisha Taylor (1870) y la Casa Hudson–Evans (1872) se encuentran en Brush Park; la Casa del Coronel Frank J. Hecker (1888) y la Casa Charles Lang Freer (1887) se encuentran en el vecindario de East Ferry Avenue. Hacia finales del siglo XIX, la vida en un apartamento se volvió más aceptable para las familias acomodadas de clase media y los apartamentos de lujo. Para satisfacer la nueva demanda,  se construyeron los apartamentos Coronado (1894), los Verona (1894), los Palms (1903), los Davenport (1905) en el Distrito Histórico de Cass-Davenport, y los apartamentos Garden Court (1915).
Estos residentes acomodados de finales del siglo XIX también financiaron la construcción de una serie de templos, como la Iglesia Presbiterana de Fort Street (1855, reconstruida en 1877), la Iglesia Episcopal de San Juan (1859), la Iglesia Metodista Unida de la Avenida Cass (1883), la Primera Iglesia Presbiteriana (1889), la Iglesia Episcopal de la Trinidad (1890) y la Primera Iglesia Unitaria (1890).

### Inmigrantes en elsigloXX

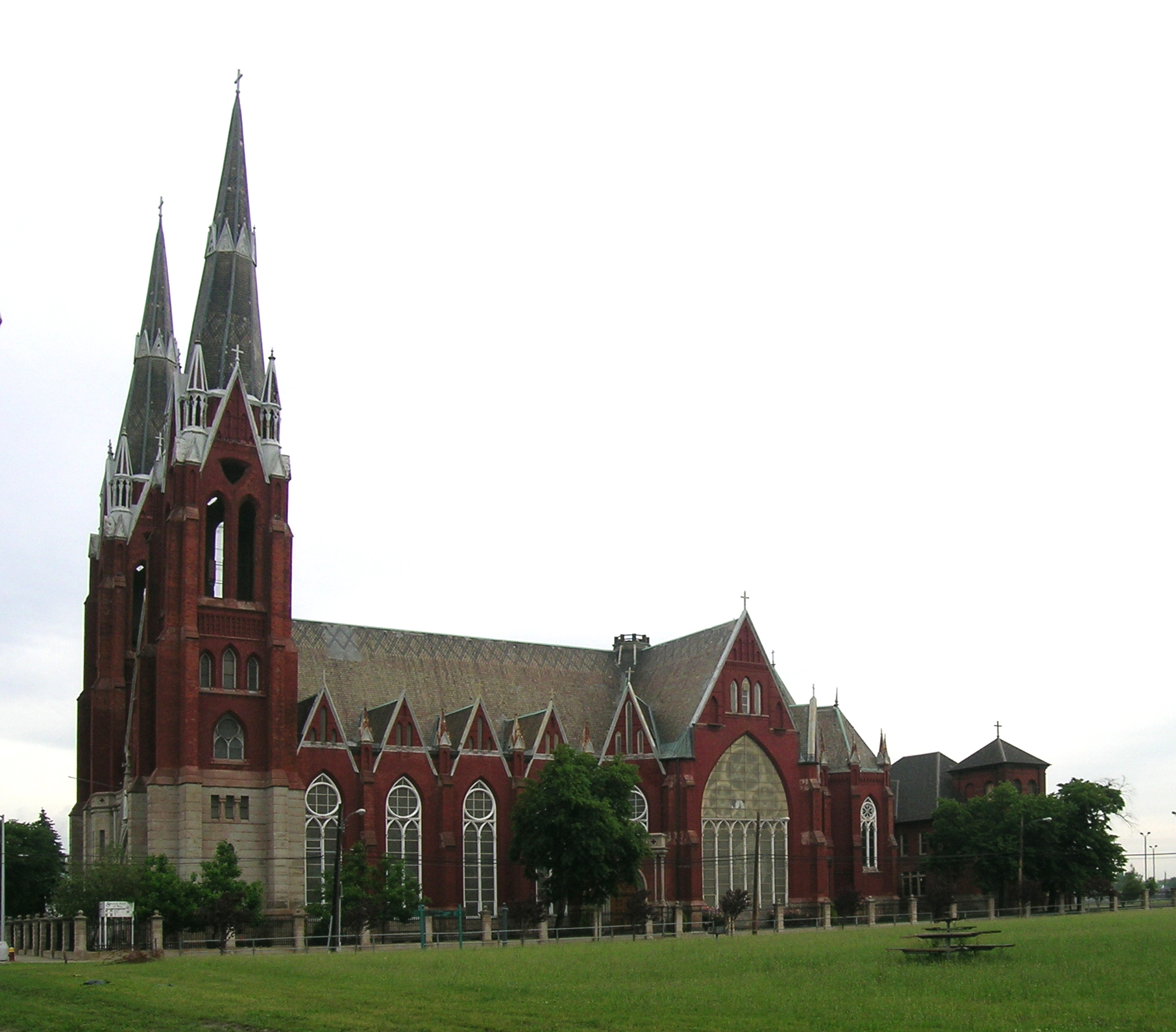
La Iglesia del Corazón Dulcísimo de María.

Detroit ha sido durante mucho tiempo una ciudad de inmigrantes, desde los primeros colonos franceses e ingleses en el siglo XVIII, pasando por los irlandeses que se establecieron en el barrio de Corktown en la década de 1840 y los alemanes, que formaban el grupo más grande. Un contingente significativo durante este período incluyó a inmigrantes alemanes y polacos que se establecieron en Detroit en la década de 1860-1890.
Las condiciones fueron especialmente favorables para los católicos irlandeses. Vinyard descubre que disfrutaron de muchas oportunidades y sufrieron "prejuicios religiosos insignificantes". Tuvieron especial éxito en política, servicio gubernamental, astilleros y trabajos de construcción, y construyeron numerosas iglesias. Financiaron la migración de familiares de Irlanda. Tomaron roles de liderazgo muy activos en el Partido Demócrata y los sindicatos.
Los inmigrantes europeos abrieron negocios y establecieron comunidades. Los inmigrantes alemanes establecieron iglesias de habla alemana, principalmente en el lado este de la ciudad, incluida la Iglesia Evangélica de San Juan-San Lucas (1872), iglesia católica de San José (1873) y iglesia católica del Sagrado Corazón (1875), así como clubes sociales como el Harmonie Club (1894) e iglesias del lado oeste como Iglesia de San Bonifacio ( 1882) y la Iglesia Evangélica Luterana de Getsemaní (1891).
Muy cerca, una ola de inmigrantes polacos estableció parroquias católicas del lado este como las de San Alberto (1885), del Corazón Dulcísimo de María (1893), de San Josafat (1901), de San Estanislao (1911) y de Santo Tomás Apóstol (1923). Los polacos también se asentaron en el lado oeste, fundando West Side Dom Polski (1916). Hijo de inmigrantes polacos prusianos, el reverendo John A. Lemke, nacido en Detroit el 10 de febrero de 1866, fue el primer sacerdote católico de ascendencia polaca nacido en Estados Unidos en ser ordenado en Estados Unidos. Fue bautizado en la Iglesia de Santa María (1843), en la esquina de St. Antoine y Croghan (Monroe), el 18 de febrero de 1866, asistió a San Alberto para su educación primaria y estudió en Detroit College, que ahora es la Universidad de Detroit Misericordia, donde recibió una licenciatura en 1884; luego, después de asistir a St. Mary's en Baltimore, completó sus estudios teológicos en el Seminario St. Francis en Monroe, Míchigan, y fue ordenado por el obispo John Samuel Foley en 1889. Los católicos eran especialmente enérgicos en la construcción de iglesias, escuelas, hospitales, orfanatos y otras instituciones caritativas.
Casi nueve de cada diez habitantes de Detroit en 1900 (87 %) vivían en casas unifamiliares. Es probable que los inmigrantes europeos, incluidos los de etnia alemana, belga, polaca e irlandesa, sean propietarios de viviendas en la ciudad. La mayoría de los inmigrantes construyeron su propia casa con la ayuda de sus vecinos, o si aún ahorraban el precio de compra que alquilaron a sus compañeros étnicos. Utilizaron un mercado inmobiliario informal, localizado y controlado étnicamente que era bastante distinto del mercado inmobiliario operado por profesionales. La propiedad de vivienda en Detroit aumentó en los vecindarios de inmigrantes de la ciudad en 1900.

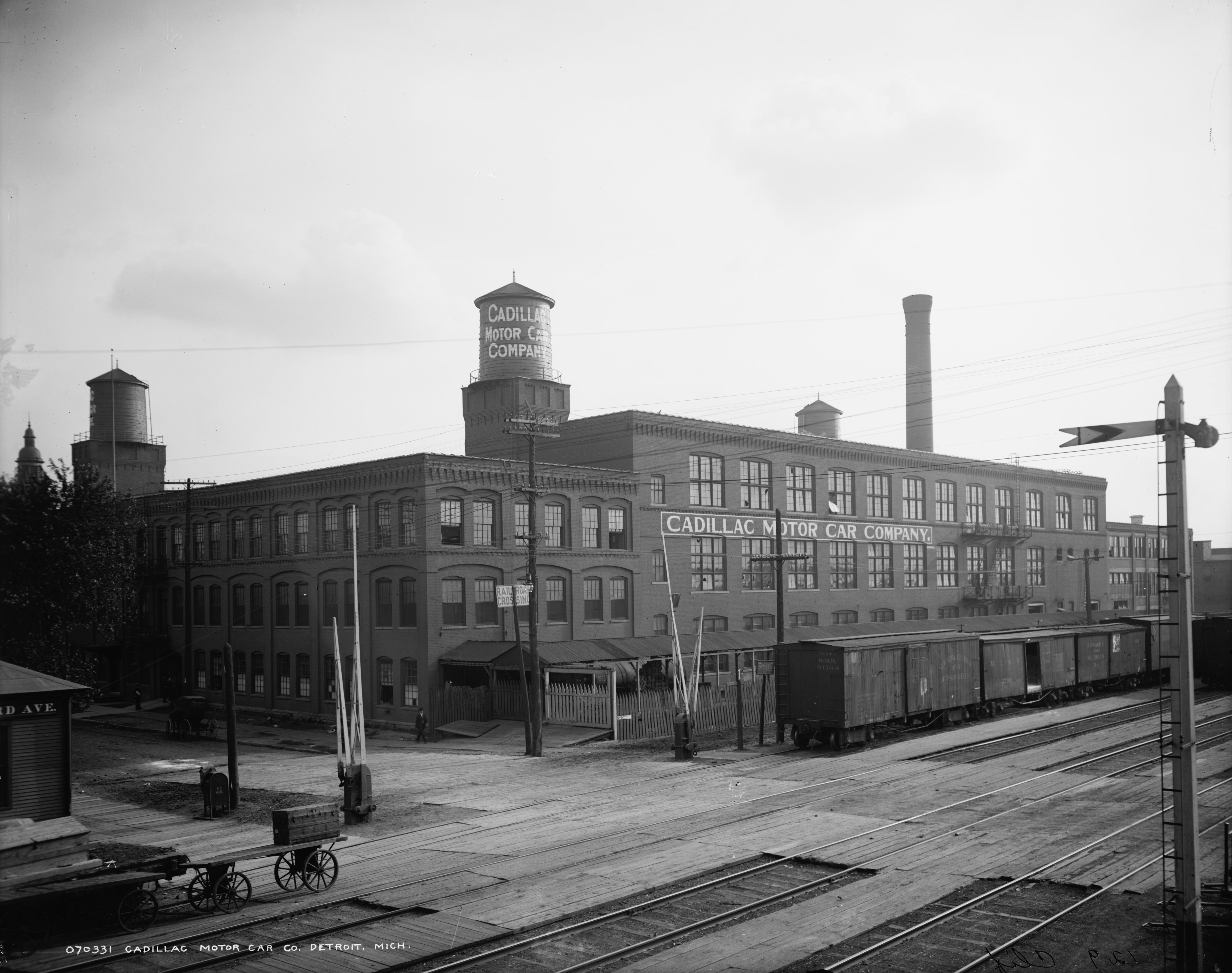
Planta principal de Cadillac Motor Car Co. en Cass Avenue, c. 1910

## 

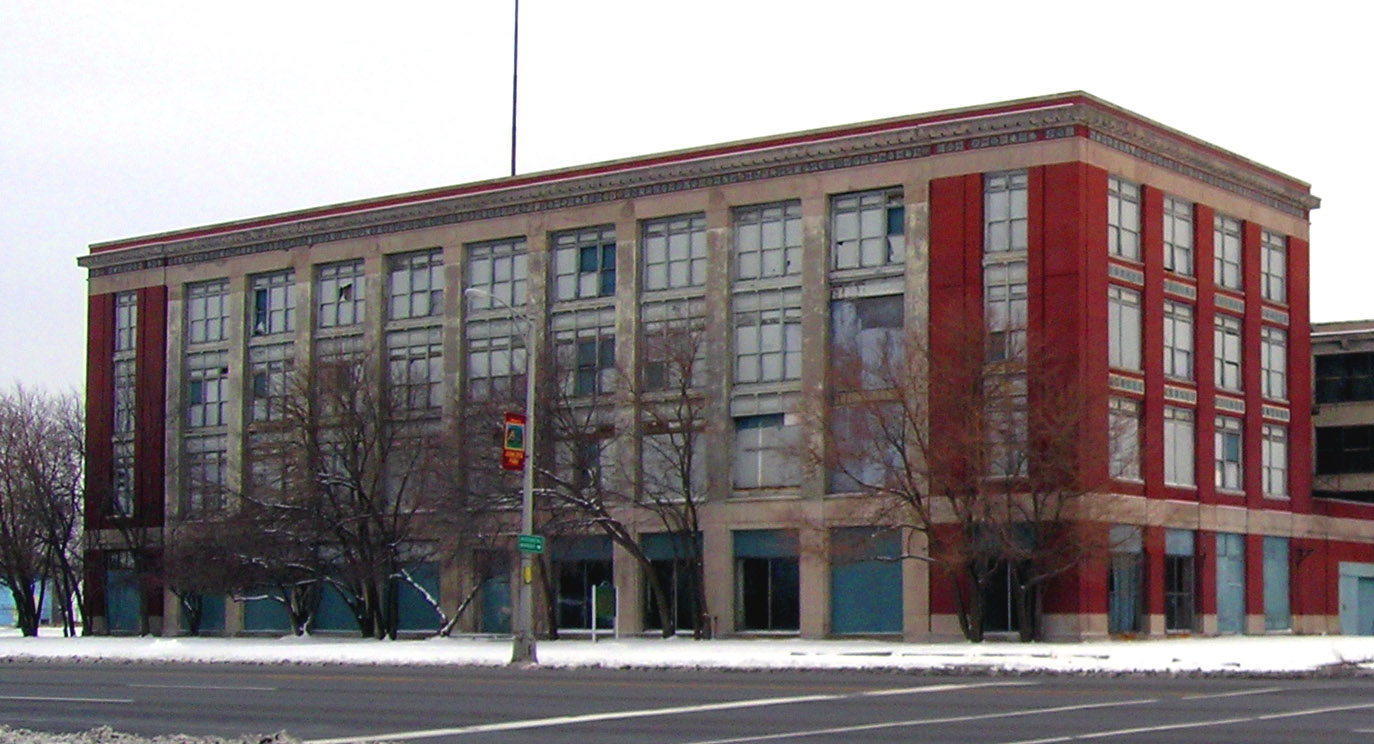
La Highland Park Ford Plant.

## SigloXX

### Henry Ford y la industria automotriz
A principios del siglo XX, ninguna industria dominaba en Detroit. La producción automotriz temprana, que todavía era una industria relativamente pequeña en ese momento, se evidencia en estructuras como la Ford Piquette Avenue Plant (1904) (un Hito Histórico Nacional) y múltiples estructuras en el Distrito Histórico Industrial de Piquette Avenue (incluido el EMF/Studebaker Plant, 1906) y el Distrito Histórico de New Amsterdam (incluida la fábrica original de Cadillac, 1905) y pequeñas fábricas como Crescent Brass and Pin Company Building (1905). Luego, cuando el ensamblaje de automóviles y la manufactura asociada llegaron a dominar Detroit durante los siguientes treinta años, los magnates automotrices recién creados construyeron edificios comerciales y de oficinas como el Edificio General Motors (1919), el Laboratorio de Investigación de General Motors (1928) y el Edificio Fisher (1928).
En 1914, Ford revolucionó las relaciones laborales cuando anunció que pagaría a los trabajadores de sus plantas cinco dólares al día, aproximadamente el doble de lo que pagan las empresas rivales. Además de atraer a los mejores trabajadores en Detroit, la política de altos salarios de Ford detuvo efectivamente la tasa de rotación masiva, aumentó la productividad, redujo los costos laborales generales y ayudó a impulsar el Modelo T hacia el dominio de la industria. Sin embargo, en la década de 1920, la fórmula de Ford de automóviles baratos con pocas opciones quedó atrás de General Motors, que enfatizó la calidad y la variedad exclusivas y proporcionó financiamiento para los compradores de automóviles. Las relaciones laborales en la industria del automóvil se transformaron nuevamente en 1935 cuando se fundó el sindicato United Auto Workers en Detroit.
El auge del automóvil también requirió repensar el transporte dentro de la ciudad. El puente Chestnut Street-Grand Trunk Railroad (1929) fue el resultado de una separación de grados que desencadenó el tráfico de trenes y automóviles. El Fort Street-Pleasant Street y Norfolk & Western Railroad Viaduct (1928) fue un producto del mismo programa, enrutando el tráfico de camiones sobre el tráfico de trenes. Y el puente West Jefferson Avenue–Rouge River Bridge (1922) permitió que el río Rouge se expandiera para el tráfico de barcazas.

### Edad dorada

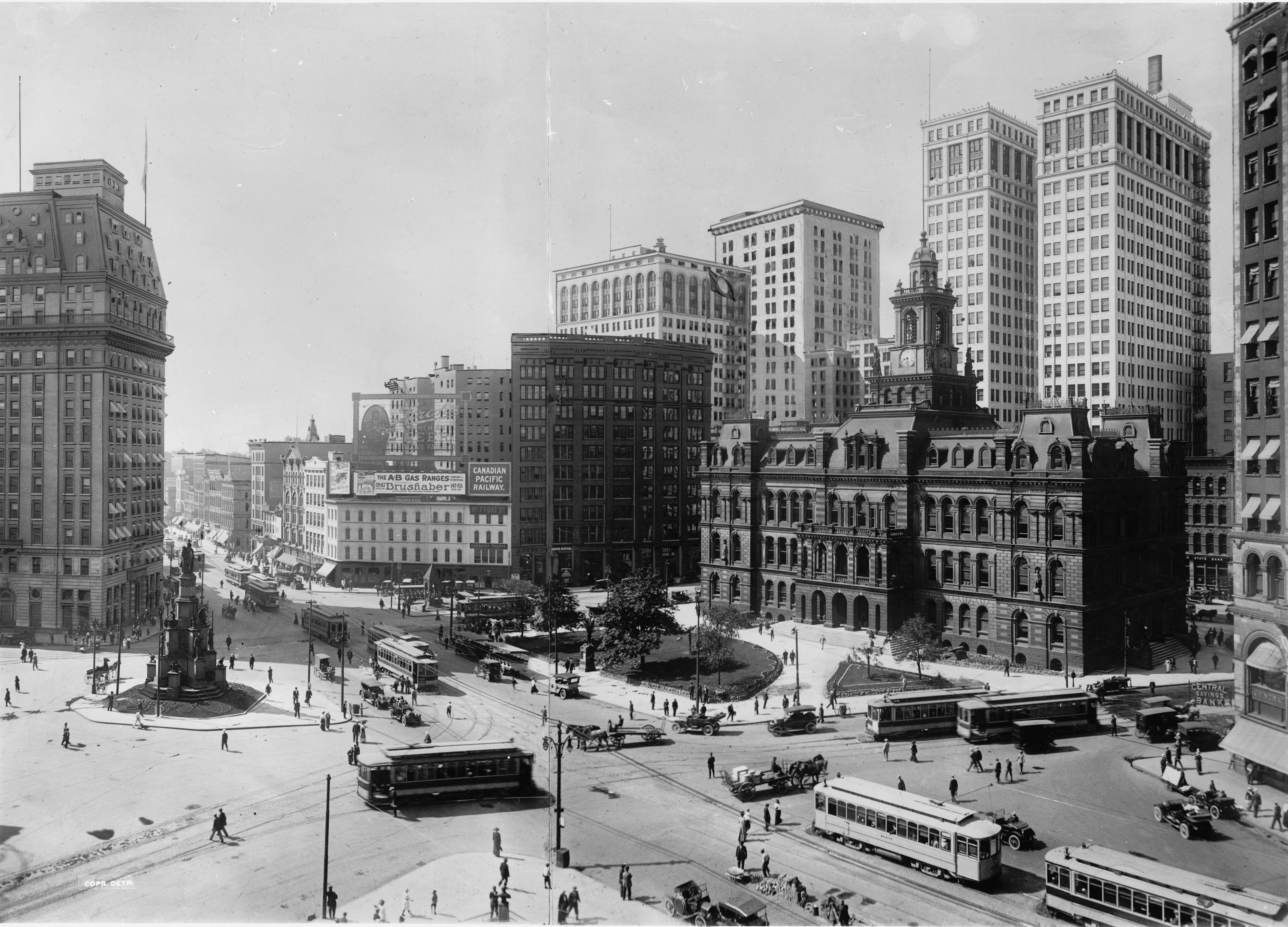
El Campus Martius en 1910.

A principios del siglo XX, las áreas históricas de la Gilded Age, como Brush Park, dieron lugar a barrios aún más exclusivos, incluidos Boston-Edison, Indian Village y Palmer Woods. Los vecindarios de la avenida Woodward (como el Distrito Histórico de Warren-Prentis y el Distrito Histórico Willis-Selden) se mezclaron con apartamentos y edificios comerciales. Muchas iglesias y catedrales de importancia arquitectónica e histórica surgieron durante este período en los vecindarios de la ciudad.
La riqueza del automóvil junto con los avances educativos y tecnológicos llevaron a un auge en los negocios en el centro de Detroit y a la construcción de una colección de rascacielos de principios del siglo XX. Los más notables de ellos son los edificios de estilo art déco Guardian (1928) y Fisher (1928). Muchos arquitectos de renombre, incluidos Albert Kahn, Wirt C. Rowland y C. Howard Crane, diseñaron y construyeron varios rascacielos y monumentos.
Surgieron distritos comerciales a lo largo de Park Avenue, Broadway y Woodward. En 1881, Joseph Lowthian Hudson abrió una pequeña tienda de ropa para hombres en Detroit. Después de 10 años tenía 8 tiendas en el medio oeste y era el minorista de ropa más rentable del país. En 1893, comenzó la construcción de los grandes almacenes J. L. Hudson en las calles Gratiot y Farmer. La tienda creció a lo largo de los años y en 1928 se agregó una torre de 25 pisos. La sección final fue una adición de 12 pisos en 1946, lo que le dio a todo el complejo 20 ha de espacio de piso.
Se construyeron varios hoteles, incluido el Fort Shelby Hotel (1916), el Detroit-Leland (1927), el Royal Palm (1924) y varios otros. Palacios de películas extravagantes como Fox (1928) y Palms (1925) entretenían a miles todos los días. Los edificios públicos, como Orchestra Hall (1919), la Biblioteca Pública (1921) y el Instituto de Artes (1923) se inspiraron en el City Beautiful Movement.
Durante esta era también se desarrolló el crimen organizado, y entre los años 1910 y 1930 prosperaron bandas criminales como el Detroit Partnership (estrechamente vinculado con la mafia) y la violenta The Purple Gang.

### Política local

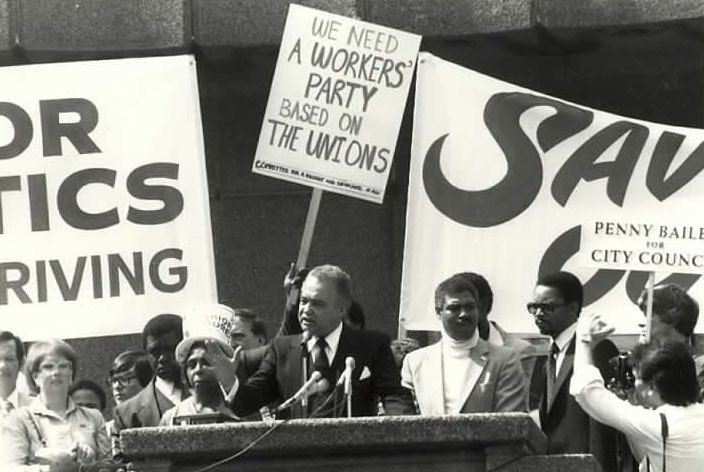
Coleman Young fiue alcalde de Detroit entre 1974 y 1993.

La política local desde la década de 1870 hasta la de 1910 había estado influenciada por las etnias, especialmente los germanoamericanos y los católicos irlandeses que controlaban el Partido Demócrata. Esto cambió después de 1910 cuando los viejos líderes empresariales protestantes, especialmente de la industria del automóvil, encabezaron una cruzada de la Era Progresista por la eficiencia y eligieron a sus propios hombres para el cargo, tipificados por James J. Couzens (alcalde de 1919 a 1922 y senador de 1922 a 1936). El cambio crítico tuvo lugar en 1918 cuando los votantes cambiaron el Consejo Común de un cuerpo de 42 hombres elegidos sobre una base partidista de 21 distritos, a una unidad de nueve hombres, elegidos sobre una base no partidista de la ciudad en general. El  de septiembre de 1925C  una turba blanca de unas mil personas se reunió en protesta racists por la mudanza de la familia Sweet al antiguo vecindario de blancos.
Después de 1930, el Partido Demócrata reconstruyó su fuerza, formó una alianza con el sindicato United Auto Workers y restauró el liderazgo de las etnias, como lo tipificó Frank Murphy (alcalde de 1930 a 1933, gobernador entre 1937 a 1939). Los alcaldes Jerome Cavanagh (1962-1970) y Roman Gribbs (1970-1974) fueron los últimos alcaldes étnicos blancos, hasta 2014. La elección de Coleman Young (1974-1993) como alcalde en 1974 llevó al poder a una nueva generación de líderes negros que representaron a la nueva mayoría de la ciudad.

### Gran Depresión
Después de la campaña presidencial de 1928 del católico Al Smith, los demócratas movilizaron a un gran número de polacos y otras etnias católicas para que regresaran. Aunque la elección para alcalde no fue partidista, los demócratas apoyaron al juez Frank Murphy, quien se desempeñó como alcalde de 1930 a 1933. La Gran Depresión fue devastadora para Detroit, ya que las ventas de automóviles se desplomaron y hubo despidos a gran escala en todas las empresas industriales. Murphy insistió en que nadie pasaría hambre y estableció el Comité de Desempleo del Alcalde que estableció comedores de beneficencia y huertos de papas.
En 1933 Murphy dimitió y Frank Couzens fue elegido alcalde, que ocupó el cargo hasta 1938. Era hijo del senador republicano James Couzens, que había sido alcalde de1919 a 1922. En 1933 la ciudad atravesaba una crisis financiera, ya que los ingresos fiscales se habían desplomado y el gasto social se había disparado. La ciudad había incumplido con el pago de sus bonos y tuvo que usar pagarés para pagar a los maestros, policías y otros empleados. Couzens restauró la credibilidad financiera reduciendo la deuda y equilibrando el presupuesto. Obtuvo grandes sumas de dinero de ayuda federal y mejoró el programa de alumbrado público y el sistema de alcantarillado.

### Segunda Guerra Mundial y el "Arsenal de Democracia"

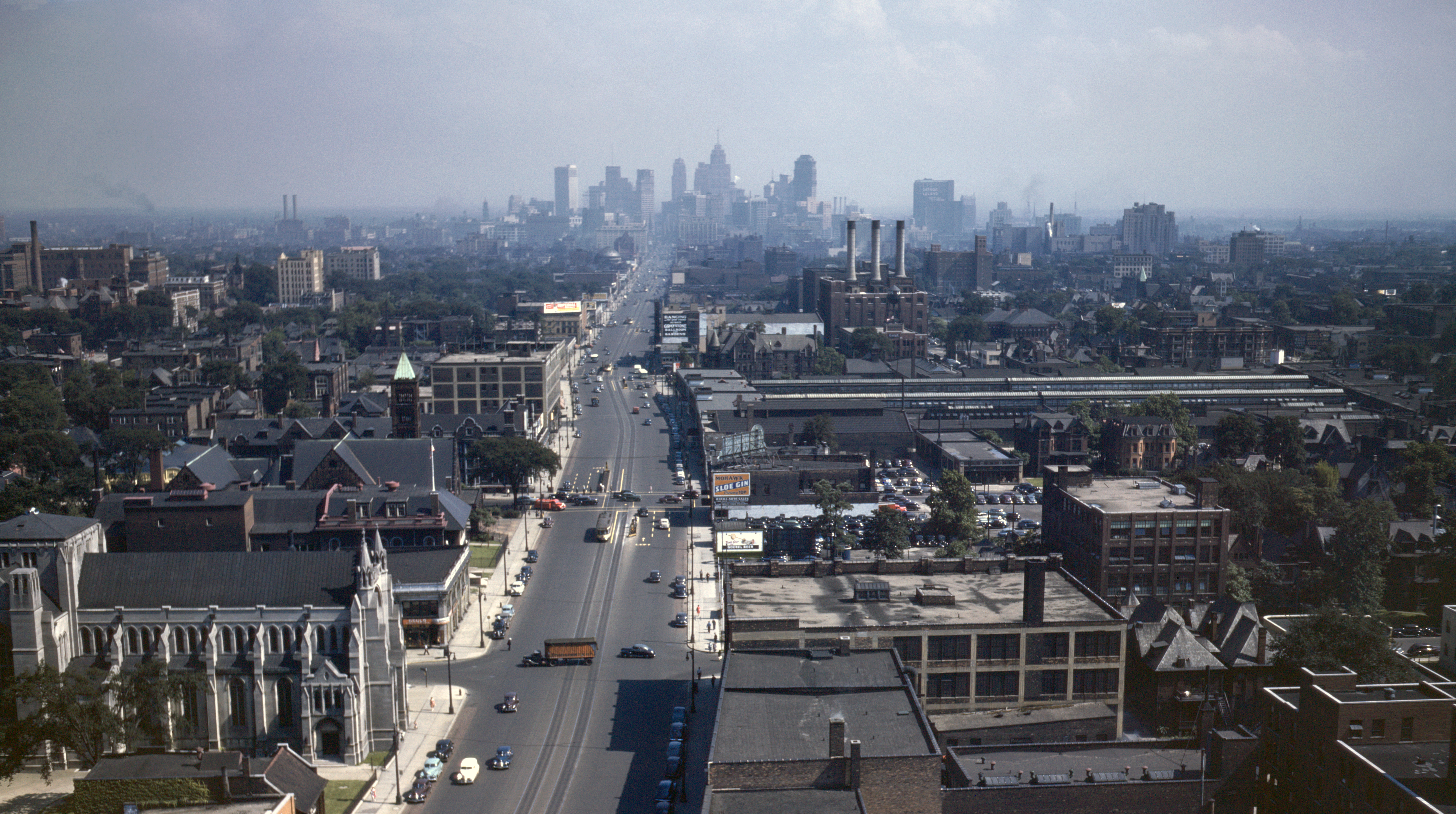
El Downtown desde la avenida Woodward en 1942.

La entrada de Estados Unidos en la Segunda Guerra Mundial trajo enormes cambios a la ciudad. De 1942 a 1945, la producción de automóviles comerciales cesó por completo, ya que sus fábricas se utilizaron en su lugar para construir tanques M5, jeeps y bombarderos B-24 para los Aliados. El Guardian Building se convirtió en una sede para la producción en tiempos de guerra.
La ciudad hizo una contribución importante al esfuerzo de guerra de los Aliados como parte del Arsenal de la Democracia de Estados Unidos. Los historiadores señalan que este galardón fue "fácil y a menudo corrompido a 'culo' (de la democracia)" (en inglés 'arsenal' y 'arsehole' suenan parecido) por los cansados detroitinos que esperaban en filas en todas partes. El gobierno creía que Detroit era vulnerable a los ataques aéreos y alentó a las empresas a diversificar la producción fuera de la región.

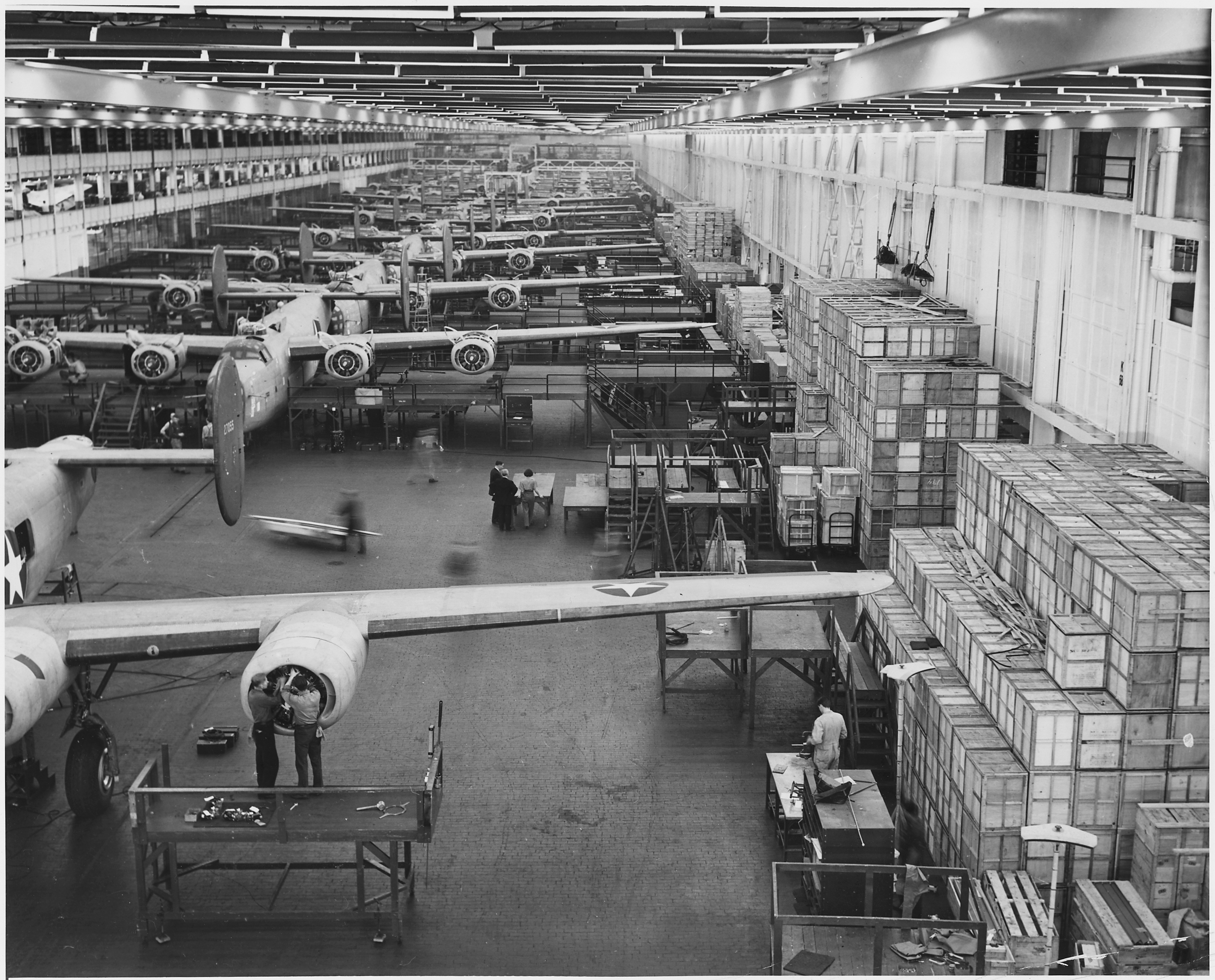
Fabricaci̟on de bombarderos B-24 en el complejo de Willow Run en 1942.

El B-24 Liberator, el bombardero más producido de la historia, se utilizó para bombardear fuertemente Alemania. Antes de la guerra, la industria de la aviación podía producir, de manera óptima, uno de esos aviones al día en una planta de aviones. En 1943, las plantas de Ford lograron producir un B-24 por hora a un pico de 600 por mes en turnos de 24 horas. Muchos pilotos durmieron en catres esperando el despegue cuando el B-24 salió de la línea de ensamblaje en las instalaciones de Ford en Willow Run.
La tensión racial creció rápidamente en la Segunda Guerra Mundial, ya que los trabajos bien remunerados atrajeron a decenas de miles de familias, a pesar de la grave escasez de viviendas. El historiador de los polacos de Detroit encuentra que veían a los negros como "una amenaza para sus trabajos, hogares, comunidades e iglesias". Un artículo de Life de agosto de 1942, "Detroit es dinamita", discutió en detalle los problemas laborales y raciales, afirmando que "las noticias de Detroit son malas este verano... El resultado es una situación moral que es quizás la peor en Estados Unidos. " Debido a la importancia de la ciudad para el esfuerzo de guerra, el artículo fue censurado de copias de la revista vendidas fuera de Norteamérica.

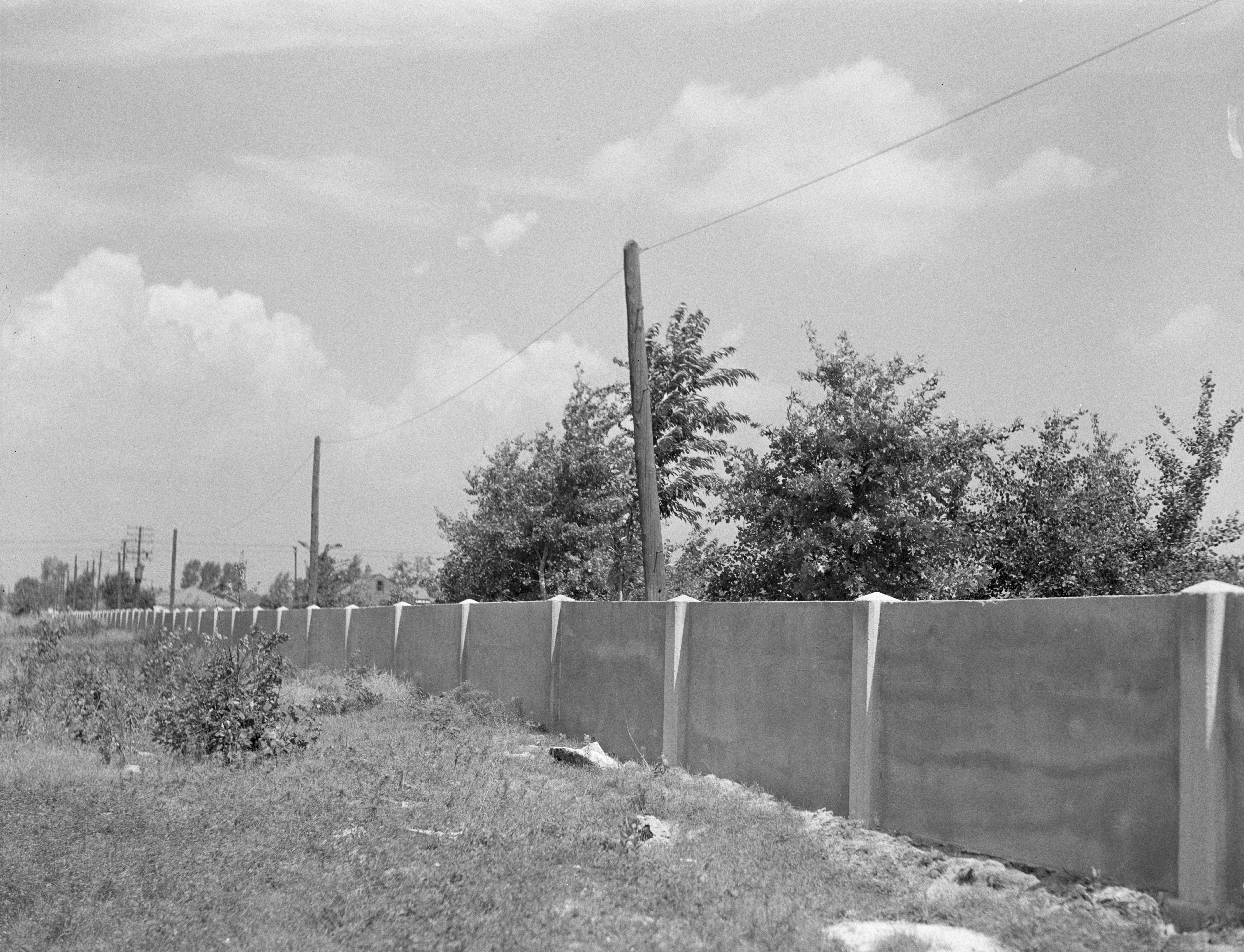
El Muro de Detroit se construyó en los años 1940 para separar a las comunidades blancas y negras.

El tan esperado motín estalló en junio de 1943, cuando grupos de blancos y negros lucharon contra él. Los 3 días de lucha callejera comenzaron en Belle Isle y mataron a 25 negros y 9 blancos, hirieron a 433 y destruyeron propiedades valoradas en 2 millones de dólares. Se llamó al Ejército de los Estados Unidos para restaurar el orden.
Por todas partes Segunda Guerra Mundial, los miles de americanos africanos emigraron del Del sur hasta Detroit en gran parte para huir leyes de Cuervo de Jim racistas y la pobreza extrema. Cuando hombres más blancos enlisted para luchar en la guerra, los americanos africanos creyeron más posiciones de ocupación abrirían, dejándoles para encontrar los trabajos más fáciles, especialmente desde entonces Detroit era un centro de fabricación en el midst de la guerra. Esto era en gran parte cierto; para conocer demandas de producción, las fábricas estuvieron forzadas para contratar mujeres y americanos africanos. Los americanos africanos especialmente vieron un aumento de ocupación por encima 103%. A pesar de este, aun así, los americanos africanos estuvieron dados menos beneficios de ocupación , sueldos más bajos, y poco a ninguna capacidad de mover arriba del supuesto industrial ladder.

## Era de la posguerra
En términos económicos, los años de la posguerra trajeron altos niveles de prosperidad ya que la industria del automóvil tuvo su cuarto de siglo más próspero.
Aunque Detroit tenía una Comisión de Tránsito Rápido, no fue popular entre los políticos o el público después de que terminaron las huelgas de 1946 y se reanudó la producción de automóviles. La gente exigía automóviles para poder desplazarse desde el trabajo a las casas espaciosas rodeadas de césped en lugar de viajar en tranvía hasta los estrechos apartamentos de arriba. Durante la guerra, se construyeron tres autopistas para apoyar las industrias de guerra de la región. Además, el modelo de tiempos de guerra de los gobiernos federales, estatales y locales que planificaron y financiaron conjuntamente las autopistas dio un modelo exitoso para planificar y financiar más carreteras.
El progreso fue lento en 1945-47 debido a la inflación, la escasez de acero y la dificultad de construir en áreas urbanizadas. a principios de la década de 1950, las carreteras estaban en su lugar y se estaban realizando planes para hacer de Detroit un eje central en el próximo Sistema Interestatal de Autopistas. Las nuevas carreteras tenían una ventaja de financiamiento sobre el transporte público debido a la disponibilidad de fondos federales para carreteras junto con la disponibilidad de fondos estatales equivalentes. En última instancia, se pagaron con impuestos a la gasolina, de los que los viajeros rara vez se quejaban.

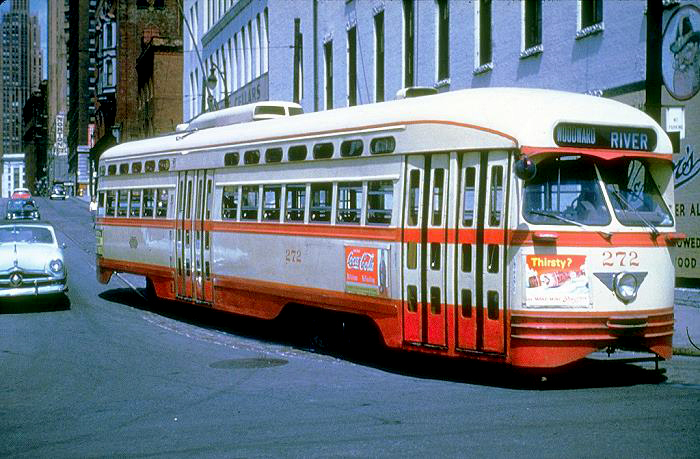
Tranvía eléctrico transitando por la avenida Woodward en 1953.

Otras fuentes indican que el reemplazo de la gran red de tranvías eléctricos de Detroit por autobuses y carreteras fue mucho más controvertido. En 1930, Detroit tenía 30 líneas de tranvías eléctricos en 534 millas de vías. En 1941, un tranvía pasaba por la avenida Woodward cada 60 segundos en las horas punta. Las restricciones en tiempos de guerra sobre materiales de guerra vitales como el caucho y la gasolina causaron un uso particularmente intensivo del sistema de tranvías durante la década de 1940. Sin embargo, entre el final de la guerra y 1949, la ciudad suspendió la mitad de sus 20 líneas de tranvía. Cinco más se suspendieron en 1951, tres de ellos cambiaron abruptamente a líneas de autobús durante una huelga de DSR.
Siguieron más cierres hasta agosto de 1955, cuando el alcalde Albert Cobo, quien promovió la construcción de autopistas como el camino del futuro, instó al Ayuntamiento a vender la flota de tranvías modernos recientemente comprada por la ciudad a la Ciudad de México. El 8 de abril de 1956, el último tranvía en Detroit rodó por la avenida Woodward. Después de menos de 10 años en servicio, la flota de tranvías aerodinámicos de Detroit se cargó en vagones y se envió a la Ciudad de México, donde funcionó durante otros 30 años.

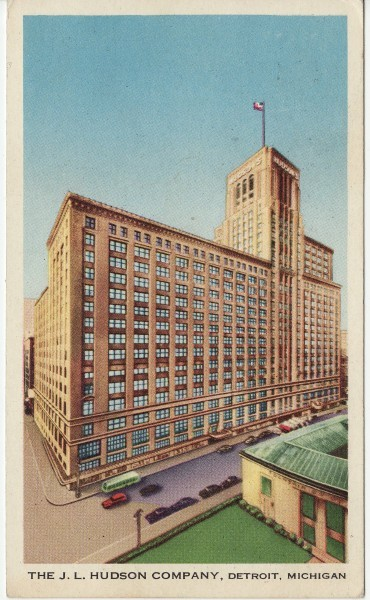
Los grandes almacenes Hudson en 1951; abrió en 1911, cerró en 1986 y fue demolido en 1998

Como en otras ciudades estadounidenses importantes en la era de la posguerra, la construcción del Sistema Interestatal de Autopistas subsidiado por el gobierno federal y la demanda de nuevas viviendas estimularon la dispersión urbana y la construcción de nuevas carreteras que facilitan los desplazamientos en coche. Estas se construyeron carreteras a través de barrios de residentes pobres y de minorías, que terminaron desplazados.
Los grandes almacenes Hudson's, los segundos más grandes del país, se dieron cuenta de que el espacio limitado de estacionamiento en el rascacielos del Downtown sería cada vez más un problema para sus clientes. La solución en 1954 fue abrir el Northland Center en la cercana Southfield, un poco más allá de los límites de la ciudad. Era el centro comercial suburbano más grande del mundo y rápidamente se convirtió en el principal destino de compras del norte y oeste de Detroit y de gran parte de los suburbios. En 1961, el rascacielos del Downtown solo representaba solo la mitad de las ventas de Hudson; cerró en 1986. El nombre de Hudson sería descartado por completo. Los Hudson restantes se rebautizaron primero como sucursales del buque insignia de Marshall Field's State Street de Chicago, y luego se rebautizaron nuevamente como sucursales del buque insignia de Nueva York, Macy's Herald Square.
En 1945, Detroit se estaba quedando sin espacio para nuevas fábricas; Los vecindarios muy unidos de propietarios de viviendas rechazaron la idea de arrancar viviendas para dejar espacio a las fábricas. Había mucho espacio en los suburbios, y ahí es donde tenían que ubicarse las fábricas. Las propuestas de los líderes liberales de la United Auto Workers (UAW) como Walter Reuther para la reurbanización urbana no agradaron a los miembros conservadores y en gran parte blancos de la UAW.
Los miembros votaron repetidamente por candidatos conservadores a la alcaldía, como los republicanos Albert Cobo (alcalde 1950-57) y Louis Miriani (alcalde 1957-62), ya que protegían a los barrios blancos de la integración residencial. La propiedad de una vivienda no fue solo una gran inversión financiera para las personas, también fue una fuente de identidad para los hombres que recordaban las dificultades y ejecuciones hipotecarias de la Gran Depresión. Sugrue dice: "Los propietarios de viviendas económicamente vulnerables temían, sobre todo, que una afluencia de negros pusiera en peligro sus precarias inversiones".
Como alcalde entre 1957 y 1962, Louis Miriani fue conocido por completar muchos de los proyectos de renovación urbana a gran escala iniciados por la administración Cobo. Estos fueron financiados en gran parte con dinero federal, debido a su rechazo a implementar un impuesto municipal. Miriani también tomó medidas enérgicas para superar la creciente tasa de criminalidad en Detroit. La UAW, entonces en la cima de su tamaño y poder, apoyó oficialmente a Miriani para la reelección, enfatizando lo que consideraban su posición conservadora de "ley y orden". Sin embargo, mientras algunos afroamericanos elogiaron a Miriani por ayudar a romper las divisiones raciales, otros no estuvieron de acuerdo con el UAW en que Miriani hizo lo suficiente.
El historiador David Maraniss cita algunos hitos que entre 1962 y 1964 marcaron el fuerte declive de la ciudad: el fracaso de un plan para albergar los Juegos Olímpicos; renovación urbana que desarraiga los barrios negros; reformas policiales urgentes que se estancaron; y el fracaso en transformar Detroit a través de los programas de Ciudades Modelo y Guerra contra la Pobreza. Comenzaron a aumentar las tensiones que estallaron en el motín de 1967, el más costoso y violento del país durante un verano de numerosos disturbios en las ciudades.
La década de 1970 trajo consigo una crisis energética mundial con altos precios de la gasolina. Por primera vez, la industria estadounidense enfrentó una seria competencia de los automóviles importados, que eran más pequeños y más eficientes en combustible. Los Volkswagen alemanes y los Toyotas japoneses representaban una amenaza creciente.

## Los derechos civiles y la Gran Sociedad
En junio de 1963, el reverendo Martin Luther King Jr. pronunció un importante discurso en Detroit que presagió su discurso "Yo tengo un sueño" dos meses después. En Detroit, King estuvo acompañado por Clarence LeVaughn Franklin. Detroit jugó un papel importante en el Movimiento por los derechos civiles de la década de 1960; el Programa de Ciudades Modelo fue un componente clave de la Gran Sociedad y la Guerra contra la Pobreza del presidente Lyndon B. Johnson. Iniciado en 1966, operó experimentos de cinco años en 150 ciudades para desarrollar nuevos programas contra la pobreza y formas alternativas de gobierno municipal. El ambicioso programa federal de ayuda urbana logró fomentar una nueva generación de líderes urbanos en su mayoría negros.
Detroit tenía uno de los proyectos de Ciudades Modelo más grandes. Prometió mucho y entregó mucho menos, ya que Detroit sufrió las consecuencias no deseadas. El alcalde Jerome Cavanagh (alcalde 1962-1969) fue el único funcionario electo que participó en el grupo de trabajo de Johnson. Detroit recibió elogios generalizados por su liderazgo en el programa, que usó 490 millones de dólares para intentar convertir una sección de 23 km² de la ciudad (con 134 000 habitantes) en una ciudad modelo. Pero el programa se terminó en Detroit y en todo el país en 1974 después de importantes disturbios raciales a fines de la década de 1960 en la mayoría de sus ciudades objetivo.
Detroit fue testigo de crecientes enfrentamientos entre la fuerza policial, en su mayoría blanca, y los negros del Downtown, que culminaron con los disturbios de julio de 1967. El motín estalló en barrios mayoritariamente negros. El gobernador George W. Romney ordenó a la Guardia Nacional de Míchigan que ingresara a Detroit, y el presidente Johnson envió tropas del ejército estadounidense. El resultado fue 43 muertos, 467 heridos, más de 7200 arrestos y más de 2000 edificios destruidos. Miles de pequeñas empresas cerraron permanentemente o se trasladaron a vecindarios más seguros, y el distrito afectado estuvo en ruinas durante décadas.

Coleman Young, el primer alcalde negro de Detroit, explicó los efectos a largo plazo de los disturbios: 
"Sin embargo, la mayor víctima fue la ciudad. Las pérdidas de Detroit fueron mucho más profundas que el saldo inmediato de vidas y edificios. Los disturbios pusieron a Detroit en la vía rápida hacia la desolación económica, asaltando la ciudad y arrebatando un valor incalculable en empleos, impuestos sobre las ganancias, impuestos corporativos, dólares en las tiendas, impuestos sobre las ventas, hipotecas, intereses, impuestos a la propiedad, dólares para el desarrollo, dólares para inversiones, dólares para el durismo turismo, y sencillamente dinero. El dinero fue a los bolsillos de los negocios y de los blancos que huyeron lo más rápido que pudieron. El éxodo de blancos de Detroit había sido prodigiosamente constante antes del motín, un total de veintidós mil personas en 1966, pero después fue frenético. En 1967, cuando quedaba menos de la mitad del año después de la explosión del verano, la migración de población hacia el exterior llegó a sesenta y siete mil. En 1968, la cifra llegó a ochenta mil, seguida de cuarenta y seis mil en 1969".
 Los académicos han producido muchos estudios que documentan la caída de Detroit de una de las principales ciudades industriales del mundo en 1945 a una ciudad mucho más pequeña y débil en el siglo XXI, luchando por sobrevivir contra la pérdida de industria y población, contra el crimen, la corrupción y la pobreza. Boyle también culpa a las grandes corporaciones. Él resume el consenso académico en 2001: 
"Detroit fue traicionada por una falta de visión política, destrozada por el conflicto racial y devastada por la desindustrialización. Los problemas de Detroit alcanzaron su punto máximo a finales de los sesenta y setenta. Desde entonces, la ciudad ha luchado por recuperarse, por construir una nueva economía y una nueva política. Sin embargo, por nobles que sean los objetivos, estos esfuerzos no han logrado revertir el deterioro de Detroit. Motown sigue en las garras de la crisis que comenzó hace cincuenta años".

## Años 1970 y 1980
Mientras que el 55 % de los habitantes de Detroit fueron contados como blancos en el censo de 1970, para 1980 la proporción de residentes blancos de la ciudad se había reducido al 34 %. El cambio fue aún más marcado si se considera que Detroit era un 83 % de blancos en el momento en que la población de la ciudad alcanzó su máximo histórico en 1950. La migración de blancos a los suburbios dejó a los negros en control de una ciudad que también sufría de una base impositiva inadecuada, pocos empleos y largas listas de asistencia social. Según Chafets, "Entre las principales ciudades del país, Detroit se encontraba en el nivel más alto de desempleo, pobreza per cápita y mortalidad infantil durante la década de 1980".
En las elecciones a la alcaldía de 1973 la polarización fue casi total, ya que el 92 % de los negros votaron por Coleman Young, mientras que el 91 % de los blancos votaron por el ex comisionado de policía John Nichols, aunque ninguno apeló a cuestiones raciales durante la campaña. Aunque Young se había formado en la izquierda, se movió hacia la derecha después de su elección. Llamó a una tregua ideológica y ganó el apoyo de la élite económica de Detroit. El nuevo alcalde se mostró enérgico en la construcción del Joe Louis Arena y en la mejora del mediocre sistema de transporte público de la ciudad. Muy controvertido fue su uso del dominio eminente para arrasar un barrio del Downtown de 465 acres conocido como Poletown que albergaba a 3500 personas, en su mayoría propietarios polacos, para dar paso a una planta de ensamblaje de Cadillac de General Motors de 500 millones de dólares. Young intentó controlar al departamento de policía de la ciudad, en gran parte blanco, cuyas tácticas agresivas enfurecieron a los votantes negros.
Young defendió la financiación federal para los proyectos de construcción de Detroit, y su administración vio la finalización del Renaissance Center y el Detroit People Mover. Durante sus dos últimos mandatos se enfrentó a la airada oposición de los activistas comunitarios. Por lo general prevaleció, ganando la reelección por amplios márgenes en 1977, 1981, 1985 y 1989, por un total de 20 años como alcalde.
El 16 de agosto de 1987, el Vuelo 255 de Northwest Airlines se estrelló cerca de Detroit, matando a todas menos una de las 155 personas a bordo, así como a dos personas en tierra.

### Delito

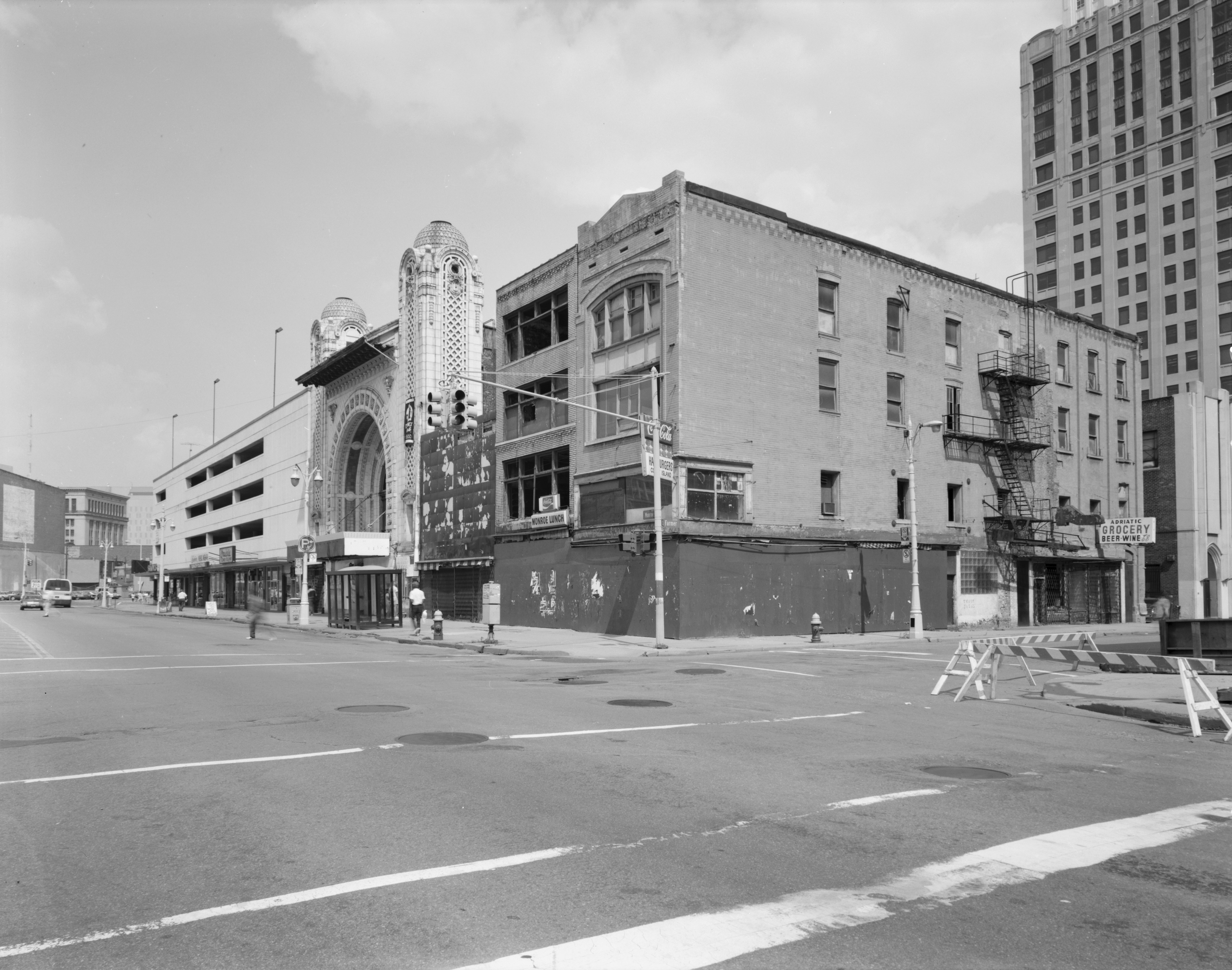
Teatros abandonados en el Downtown a finales de los años 1980.

En las décadas de 1970 y 1980, las pandillas callejeras tomaron el control del gran tráfico de drogas, que comenzó con la epidemia de heroína de la década de 1970 y se convirtió en la epidemia de crack aun mayor de la década de 1980 y principios de la de 1990. La mayoría de las pandillas tuvo corta duración. Entre las más conocidas estaban los Young Boys.
Varias veces durante el mandato de Young, Detroit fue nombrada la capital de los incendios provocados del asesinato. A menudo, las estadísticas de delitos del FBI incluían a Detroit como la "ciudad más peligrosa de Estados Unidos" durante su administración. Las tasas de criminalidad en Detroit alcanzaron su punto máximo en 1991 con más de 2700 delitos violentos por cada 100 000 habitantes.
Sin embargo, la delincuencia siguió siendo un problema en Detroit mucho después de que terminara el mandato de Young; según las estadísticas nacionales, la tasa de incendios provocados en Detroit fue 6,3 veces el promedio nacional en 2003 y la tasa de homicidios fue 5,1 veces el promedio nacional. Muchos detroitinos han abandonado la ciudad, dejando un exceso de edificios abandonados que se han convertido en imanes de drogas, incendios y otros delitos.
En la década de 1980 se popularizaron los incendios vandálicos la noche anterior al Halloween, que el alcalde Young describió como "una visión del infierno". Estos ocurrieron sobre todo  en el Downtown, pero los suburbios circundantes a menudo también se vieron afectados. Más de 800 incendios se produjeron en el año pico 1984. Cientos de casas vacías en toda la ciudad fueron incendiadas por pirómanos. El número se redujo al arrasar miles de casas abandonadas: 5,000 solo en 1989-90.

## SigloXXI

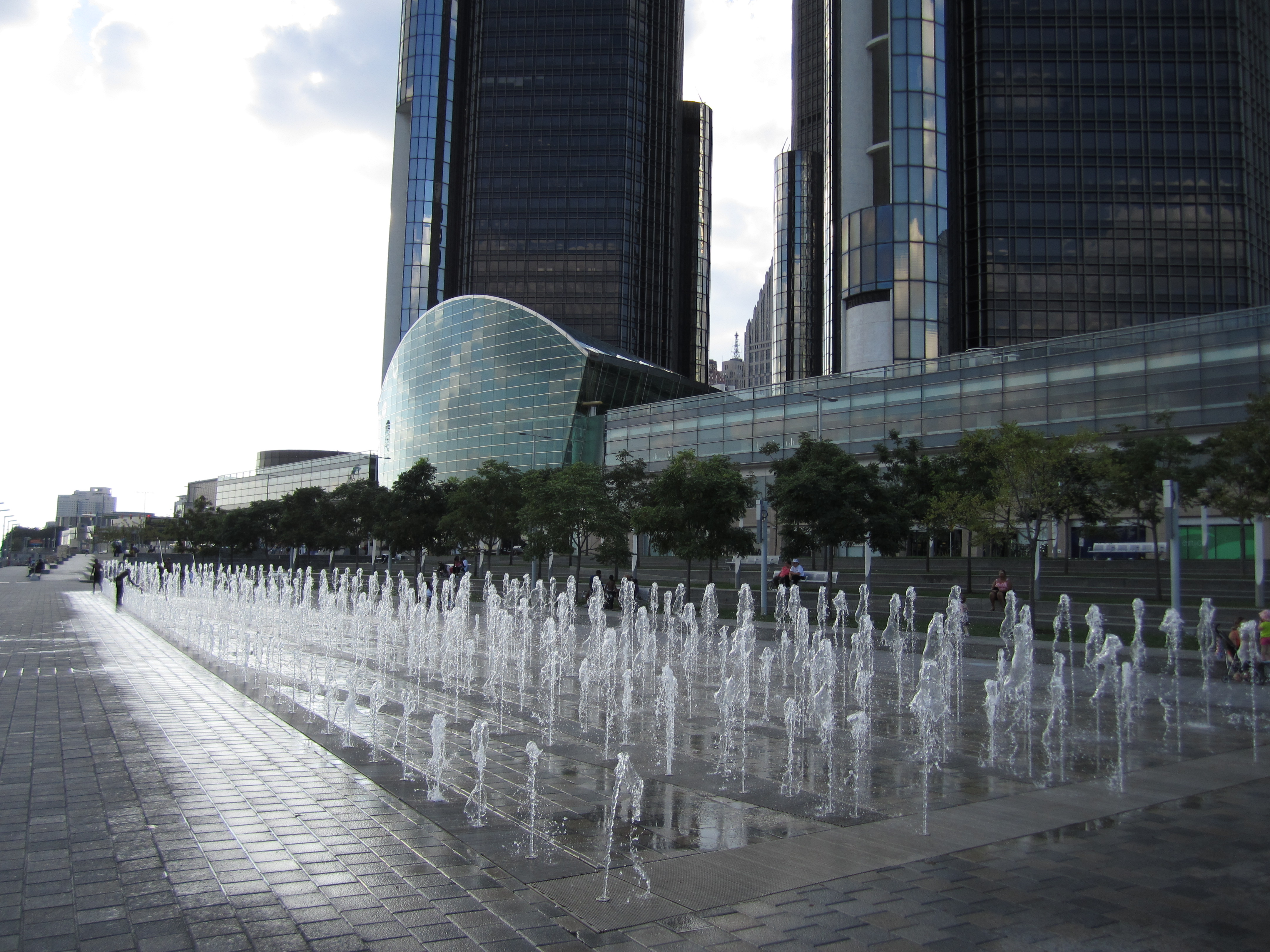
GM Plaza y Promenade en el Renaissance Center a lo largo de International Riverfront.

A finales de la década de 1980 y principios de la de 1990, la ciudad comenzó a experimentar cierta renovación, sobre todo el Downtown, el Midtown y el New Center. Tras varias décadas sin que se construyera ningún nuevo rascacielos, en 1993 surgió en el horizonte de la ciudad el One Detroit Center. La ciudad tiene tres hoteles con casino: MGM Grand Detroit, MotorCity Casino y Greektown Casino.
A su vez, se construyeron el Comerica Park y el Ford Field para los Detroit Tigers y los Detroit Lions en 2000 y 2002, respectivamente. Inaugurado en 2017, Little Caesars Arena es la sede de los Detroit Red Wings y los Detroit Pistons. En 2008, el Book Cadillac Hotel y el Fort Shelby Hotel fueron restaurados. La ciudad ha sido sede de importantes eventos deportivos: el Juego de Estrellas de la MLB de 2005, el Super Bowl XL de 2006, la Serie Mundial de 2006, WrestleMania 23 en 2007 y la Final Four de la NCAA en abril de 2009, todo lo cual generó muchas mejoras en el área.

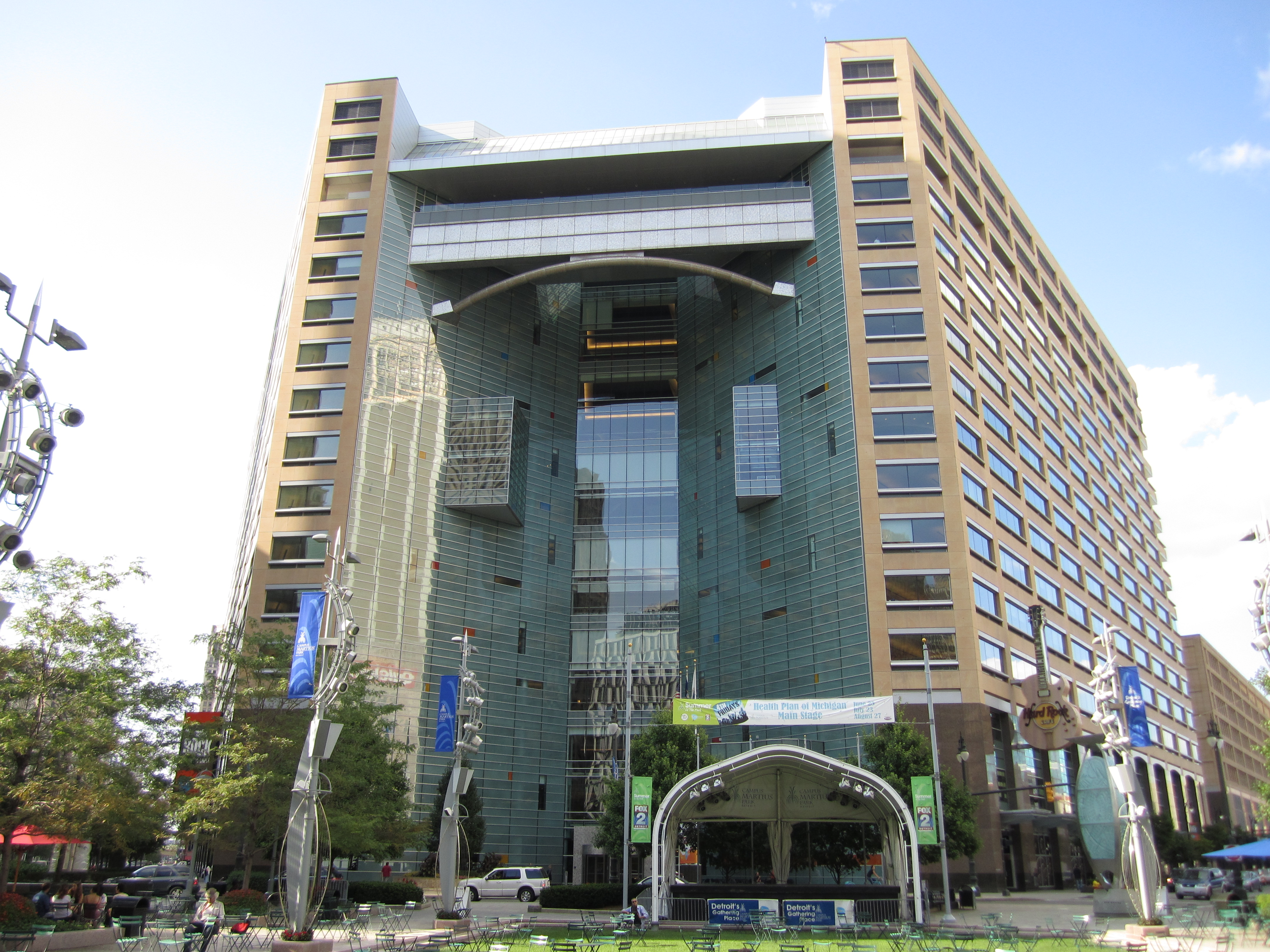
El One Campus Martius, construido en 2004 en el Distrito Financiero deDowntown Detroit.

El International Riverfront es un foco de desarrollo que ha complementado desarrollos similares en Windsor, Ontario. En 2007, Detroit completó las primeras partes importantes del River Walk, incluidas millas de parques y fuentes. El Renaissance Center recibió una importante renovación en 2004. A su vez, a lo largo del río, están aumentando los condominios de lujo, como Watermark Detroit. Algunas señales de límites de la ciudad, particularmente en la frontera de Dearborn, dicen "Bienvenido a Detroit, la ciudad renacentista fundada en 1701".
En 2004, Compuware estableció en su sede mundial en el One Campus Martius, seguida de Quicken Loans en 2010. Se han restaurado lugares importantes como el Teatro Fox, la Ópera de Detroit, el Orchestra Hall y el Teatro Gem, que albergan conciertos, musicales y obras de teatro. El Instituto de Artes de Detroit completó una importante renovación y expansión en 2007. Muchos centros del Downtown, como Greektown, Cobo Center y Campus Martius Park, atraen patrocinadores y organizan actividades.
En septiembre de 2008, el alcalde Kwame Kilpatrick (quien había sido alcalde durante seis años) renunció luego de haber sido condenado por delitos graves. En 2013, Kilpatrick fue condenado por 24 delitos federales, incluidos fraude postal, fraude electrónico y extorsión, y fue sentenciado a 28 años en una prisión federal.
En julio de 2013, el gerente de emergencias designado por el estado de Míchigan, Kevyn Orr, pidió a un juez federal que colocara a la ciudad de Detroit en protección por bancarrota.
En marzo de 2014, el endeudado Departamento de Agua y Alcantarillado de Detroit comenzó a cortar el agua a los hogares de los clientes con facturas impagas de más de 150 dólares, o si el pago tenía más de 60 días de retraso.

## Población

### Llaves de la ciudad
Diez personas han recibido la llave de la ciudad de Detroit:
- Sammy Davis Jr.: artista (otorgado 1961 por Mayor Louis Miriani)
- Santa Claus: lo recibe anualmente en el desfile de Día de acción de gracias
- James Earl Jones: actor
- Elmo: personaje de Plaza Sésamo[82]
- Benjamin Carson: neurocirujano
- Big Sean: rapero basado en Detroit
- Steve Yzerman: recibió la llave de la ciudad después de su jubilación y teniendo su suéter de hockey se retiró[83]
- Mike Ilitch: dueño de equipo de deportes
- Sadam Huseín: presidente iraquí anterior, llave dada en 1980 en reconocimiento de donaciones grandes a una iglesia.[84][85][86][87]